# Tercera División de México 2021-22
La Temporada 2021-22 de la Tercera División de México, llamada oficialmente Liga TDP, fue el sexagésimo segundo torneo de esta división.

## Formato de competencia[1]
Los 213 equipos se dividen por zonas geográficas quedando 17 grupos; cada grupo hace un calendario de juegos entre todos a doble visita recíproca, por cada juego se otorgan 3 puntos al vencedor, un punto por empate, 0 puntos por derrota, en caso de igualada se otorga un punto extra que se define en series de penales que se adjudica el ganador. Sin embargo, el sistema de clasificación de la liga le otorga una primacía al porcentaje, el cual se obtiene dividiendo los puntos obtenidos entre los partidos disputados a lo largo de la temporada, de esta forma si un equipo tiene menos unidades pero un mejor cociente finaliza en una mejor posición en la tabla general.
Al finalizar la temporada 64 equipos clasifican a la fase final. En la primera fase, los 14 grupos de la división se dividen en dos zonas: ambas integradas por 32 clubes repartidos en los grupos 1 al 7 y 8 al 17 de acuerdo a su zona geográfica. Serán ordenados de acuerdo con su cociente en la temporada de mayor a menor. Posteriormente se jugarán rondas sucesivas: treintadosavos; dieciseisavos; octavos; cuartos de final; semifinales; final regional; campeón de campeones y subcampeón de ascenso.
En cuanto a equipos filiales o sin derecho al ascenso, pueden disputar el título de filiales o clubes sin derecho de ascenso, a partir de la temporada 2018-2019 se clasifican 16 equipos a la liguilla siendo ordenados de mayor a menor cociente jugando rondas de octavos, cuartos de final, semifinales y final.
En cuanto al descenso no existe, cada equipo si no paga sus cuotas puede salir de la división aun en plena temporada, antes de cada torneo los equipos deben pagar su admisión a la división la cantidad de $34,800 pesos; y cubrir los requisitos de registro de 30 elementos por equipo (cada elemento paga alrededor de $2,000 pesos), se incluyen entrenadores (que pagan por separado su afiliación ante la FMF), también se pagan los balones de juego marca Voit exclusivamente que la F.M.F suministra, el arbitraje cada juego se paga, pero el gasto que corre por cuenta del equipo local y derecho de juego; en cuanto a multas cada club paga desde no presentarse a tiempo al partido, insultar al arbitraje, problemas que genere la afición, por cada amonestación y expulsión de los jugadores, grescas entre jugadores etc.
Los equipos que clasifican a Liguilla por el título deben pagar cuotas extras. Si algún equipo decide cambiar de nombre y sede debe pagar cuotas que ello genere, más su admisión, es por esta razón que cada año hay nuevos equipos y otros que dejan de competir repentinamente. Si hay oportunidad, puede presentarse el ascenso desde la Cuarta división, pero el equipo debe pagar sus cuotas y cumplir con los requisitos establecidos.
La liga permite que las franquicias participantes puedan rentar su plaza a otros clubes, por lo que suele ser habitual que existan equipos que tienen un nombre conocido distinto al que están registrados ante la Federación Mexicana de Fútbol. En caso de que sea así, se anexa en la tabla de equipos participantes el nombre oficial de registro.

## Equipos participantes

### Ascensos y descensos
Los dos campeones regionales del torneo tienen el derecho de ascender a la Serie A de la Liga Premier de México, mientras que los finalistas regionales deberán un jugar un partido para determinar un club ganador de un boleto para ascender a la Serie B, siempre y cuando cumplan con las condiciones para competir en cualquiera de las dos ramas.
El descenso en la Tercera División no existe debido a que no hay categoría menor a esta en el sistema de ligas de la FMF. Por otro lado el descenso a la Tercera División está reservado para aquel club que culmine en la posición más baja de la tabla general al finalizar la temporada de la Serie B.
A continuación se muestran los ascensos y descensos de la temporada 2021/22 :
| Pos | a la Tercera División |
| --- | --------------------- |
| x   | No hubo descenso      |

| Pos | a la Liga Premier |
| --- | ----------------- |
| 1º  | Fuertes de Fortín |
| 2º  | RC-1128           |

### Información sobre los equipos participantes
En total 212 Clubes compiten en la temporada 2021-2022.
(*) Equipo filial de un conjunto de Liga MX, Liga de Expansión MX o Liga Premier. En algunos casos puede ascender.

#### Grupo I
12 clubes de Tabasco, Campeche, Yucatán y Quintana Roo. El 26 de enero de 2022 el equipo Puerto Aventuras F.C. (registrado oficialmente como Tulum F.C.) se retiró de la Liga por problemas financieros.
| Equipo                  | Nombre registrado       | Ciudad                         | Estadio                          | Capacidad | Club de afiliación     |
| ----------------------- | ----------------------- | ------------------------------ | -------------------------------- | --------- | ---------------------- |
| Campeche FC             | Campeche FC             | Campeche, Campeche             | La Muralla de Kin-ha             | 500       | –                      |
| Cantera Venados         | Cantera Venados         | Mérida, Yucatán                | Carlos Iturralde Rivero          | 15 087    | Venados F.C.           |
| Corsarios               | Corsarios               | Campeche, Campeche             | Universitario                    | 4 000     | –                      |
| Deportivo Chetumal      | Deportivo Chetumal      | Chetumal, Quintana Roo         | 10 de Abril                      | 5 000     |                        |
| Deportiva Venados       | Deportiva Venados       | Tamanché, Yucatán              | Alonso Diego Molina              | 2 500     | –                      |
| Inter Playa "B" (*)     | Inter Playa "B" (*)     | Playa del Carmen, Quintana Roo | Mario Villanueva Madrid          | 7 500     | Inter Playa del Carmen |
| Mayas Hunucmá           | Mayas Hunucmá           | Telchac Pueblo, Yucatán        | Campo San Pedro Telchac          | 300       | –                      |
| Pejelagartos de Tabasco | Pejelagartos de Tabasco | Villahermosa, Tabasco          | Ciudad Deportiva de Villahermosa | 1 000     | –                      |
| Pioneros Junior (*)     | Pioneros Junior (*)     | Cancún, Quintana Roo           | Cancún 86                        | 6 390     | Pioneros de Cancún     |
| Progreso F.C.           | Progreso F.C.           | Progreso, Yucatán              | 20 de Noviembre                  | 3 000     | –                      |
| Puerto Aventuras F.C.   | Tulum F.C.              | Puerto Aventuras, Quintana Roo | Unidad Deportiva Puerto Maya     | 1 000     | –                      |
| CD Yucatán              | CD Yucatán              | Valladolid, Yucatán            | Coronel Claudio Alcocer          | 2 000     | –                      |

#### Grupo II
11 equipos de Chiapas y Oaxaca
| Equipo                      | Nombre registrado           | Ciudad                      | Estadio                            | Capacidad | Club de afiliación  |
| --------------------------- | --------------------------- | --------------------------- | ---------------------------------- | --------- | ------------------- |
| Alebrijes de Oaxaca "C" (*) | Alebrijes de Oaxaca "C" (*) | Oaxaca, Oaxaca              | Tecnológico de Oaxaca              | 14 950    | Alebrijes de Oaxaca |
| Antequera F.C.              | Antequera F.C.              | Oaxaca, Oaxaca              | General Manuel Cabrera Carrasquedo | 3 000     | –                   |
| Atlético Ixtepec            | Atlético Ixtepec            | Ciudad Ixtepec, Oaxaca      | Brena Torres                       | 1 000     | –                   |
| Cefor Chiapas               | Cefor Chiapas               | Tuxtla Gutiérrez, Chiapas   | Flor del Sospo                     | 3 000     | –                   |
| Cruz Azul Lagunas (*)       | Cruz Azul Lagunas (*)       | Lagunas, Oaxaca             | Cruz Azul                          | 2 000     | Cruz Azul           |
| Deportivo UNICACH           | Deportivo UNICACH           | Acala, Chiapas              | Prof. Romeo González Espinoza      | 1 000     | –                   |
| Dragones de Oaxaca          | Dragones de Oaxaca          | Zimatlán de Álvarez, Oaxaca | Unidad Deportiva Ignacio Mejía     | 1 000     | –                   |
| Lechuzas UPGCH              | Lechuzas UPGCH              | Tuxtla Gutiérrez, Chiapas   | Flor del Sospo                     | 3 000     | –                   |
| Milenarios de Oaxaca        | Milenarios de Oaxaca        | Oaxaca, Oaxaca              | General Manuel Cabrera Carrasquedo | 3 000     | –                   |
| Saraguatos de Palenque      | Atlético Altamira           | Palenque, Chiapas           | Rey Pakal                          | 1 000     | –                   |
| Universidad del Sureste     | Universidad del Sureste     | Comitán, Chiapas            | Centro de Formación UDS            | 500       | –                   |

#### Grupo III
15 equipos de Puebla, Tlaxcala y Veracruz
| Equipo                   | Nombre registrado        | Ciudad                          | Estadio                                       | Capacidad | Club de afiliación |
| ------------------------ | ------------------------ | ------------------------------- | --------------------------------------------- | --------- | ------------------ |
| Atlético Hilanderos      | Toros Huatusco           | Xalapa, Veracruz                | USBI Campo Mixto                              | 4 000     | –                  |
| Caballeros de Córdoba    | Caballeros de Córdoba    | Córdoba, Veracruz               | Rafael Murillo Vidal                          | 3 800     | –                  |
| Delfines UGM             | Delfines UGM             | Nogales, Veracruz               | UGM Nogales                                   | 1 500     | –                  |
| Guerreros Puebla         | Guerreros Puebla         | Puebla, Puebla                  | Centro Estatal del Deporte Mario Vázquez Raña | 800       | –                  |
| Guerreros Tlaxcala       | Guerreros Tlaxcala       | Santa Ana Chiautempan, Tlaxcala | Unidad Deportiva Próspero Cahuantzi           | 3 000     | -                  |
| Club Licántropos         | Club Licántropos         | Puebla, Puebla                  | Unidad Deportiva Campos El Cóndor             | TBA       | –                  |
| Lobos Puebla             | Lobos Puebla             | Puebla, Puebla                  | Centro Estatal del Deporte Mario Vázquez Raña | 800       | –                  |
| F.C. Los Ángeles         | F.C. Los Ángeles         | Puebla, Puebla                  | Centro Estatal del Deporte Mario Vázquez Raña | 800       | –                  |
| Papanes de Papantla      | Papanes de Papantla      | Papantla, Veracruz              | Fénix Solidaridad                             | 3 000     | –                  |
| C.D. Poza Rica           | C.D. Poza Rica           | Poza Rica, Veracruz             | Heriberto Jara Corona                         | 10 000    | –                  |
| Reales de Puebla         | Reales de Puebla         | Chachapa, Puebla                | Unidad Deportiva Chachapa                     | 1 000     | –                  |
| FC Sozca                 | FC Sozca                 | Lerdo de Tejada, Veracruz       | Miguel Seoane Lavin                           | 1 000     | –                  |
| Sultanes de Tamazunchale | Sultanes de Tamazunchale | Tamazunchale, San Luis Potosí   | Deportivo Solidaridad                         | 1 650     | –                  |
| Tantoyuca FC             | Tantoyuca FC             | Tantoyuca, Veracruz             | Campo ADA                                     | 1 000     | –                  |
| Tehuacán de la Franja    | Tehuacán de la Franja    | Tehuacán, Puebla                | Unidad Deportiva La Huizachera                | 1 000     | –                  |

#### Grupo IV
16 equipos de la Ciudad de México y el Estado de México
| Equipo                   | Nombre registrado           | Ciudad                                | Estadio                                              | Capacidad | Club de afiliación |
| ------------------------ | --------------------------- | ------------------------------------- | ---------------------------------------------------- | --------- | ------------------ |
| Álamos                   | Álamos                      | Iztacalco, Ciudad de México           | Deportivo Plutarco Elías Calles                      | 300       | –                  |
| Aragón F.C.              | Atlético San Juan de Aragón | Venustiano Carranza, Ciudad de México | Deportivo Plutarco Elías Calles                      | 300       | C.F. Pachuca       |
| Athletic Club Esmeralda  | Valle de Xico F.C.          | Tultitlán, Estado de México           | ESMAC                                                | 1 000     | –                  |
| Aztecas AMF              | Aztecas AMF                 | Venustiano Carranza, Ciudad de México | Deportivo Plutarco Elías Calles                      | 300       | –                  |
| Club Carsaf              | Club Carsaf                 | Venustiano Carranza, Ciudad de México | Deportivo Lázaro Cárdenas                            | 500       | –                  |
| Cefor Mario Gálvez       | Club Marina                 | Venustiano Carranza, Ciudad de México | Deportivo Plutarco Elías Calles                      | 300       | –                  |
| Chilangos F.C.           | Chilangos F.C.              | Benito Juárez, Ciudad de México       | Deportivo Benito Juárez                              | 800       | –                  |
| Cuervos Blancos          | Cuervos Blancos             | Cuautitlán, Estado de México          | Los Pinos                                            | 5 000     | –                  |
| Cuervos Silver Soccer    | Cuervos Silver Soccer       | Xochimilco, Ciudad de México          | San Isidro                                           | 1 200     | –                  |
| Escorpiones F.C. "B" (*) | Escorpiones F.C. "B" (*)    | Ecatepec, Estado de México            | Canchas Titanium                                     | 1 000     | Escorpiones F.C.   |
| Halcones de Rayón        | Halcones de Rayón           | Iztacalco, Ciudad de México           | Ciudad Deportiva Magdalena Mixhuca Campo 1, Puerta 7 | 500       | –                  |
| C.D. Muxes               | C.D. Muxes                  | Texcoco, Estado de México             | Unidad Deportiva Silverio Pérez                      | 1 500     | –                  |
| Novillos Neza            | Novillos Neza               | Venustiano Carranza, Ciudad de México | Deportivo Eduardo Molina                             | 500       | –                  |
| Oceanía                  | Oceanía                     | Venustiano Carranza, Ciudad de México | Deportivo Oceanía Cancha 3                           | N/D       | –                  |
| F.C. Politécnico         | F.C. Politécnico            | Iztacalco, Ciudad de México           | Deportivo Leandro Valle                              | 2 000     | –                  |
| R-Reyes FC               | R-Reyes FC                  | Venustiano Carranza, Ciudad de México | Deportivo Plutarco Elías Calles                      | 300       | –                  |

#### Grupo V
15 equipos de la Ciudad de México y el Estado de México. El 28 de octubre de 2021 la Liga dio de baja al club Mayas Soccer F.C. por no cumplir con sus obligaciones como afiliado.
| Equipo                    | Nombre registrado        | Ciudad                                      | Estadio                         | Capacidad | Club de afiliación |
| ------------------------- | ------------------------ | ------------------------------------------- | ------------------------------- | --------- | ------------------ |
| Academia América Leyendas | FC San José del Arenal   | Iztacalco, Ciudad de México                 | Deportivo Leandro Valle         | 2 000     | –                  |
| Ángeles de la Ciudad      | Ángeles de la Ciudad     | Coyoacán, Ciudad de México                  | Deportivo Rosario Iglesias      | 600       | –                  |
| Cañoneros F.C. "B" (*)    | Promodep Central         | Venustiano Carranza, Ciudad de México       | Deportivo Plutarco Elías Calles | 300       | Cañoneros F.C.     |
| CDM F.C.                  | CDM F.C.                 | Venustiano Carranza, Ciudad de México       | Deportivo Plutarco Elías Calles | 300       | –                  |
| Deportivo Dongu "B" (*)   | Deportivo Dongu "B" (*)  | Cuautitlán, Estado de México                | Los Pinos                       | 5 000     | Deportivo Dongu    |
| Ecatepec F.C.             | Ecatepec F.C.            | Ecatepec, Estado de México                  | Adolfo López Mateos             | 2 000     | –                  |
| Guerreros DD              | Guerreros DD             | Xochimilco, Ciudad de México                | San Isidro                      | 1 200     | –                  |
| Héroes de Zaci            | Héroes de Zaci           | Venustiano Carranza, Ciudad de México       | Deportivo Lázaro Cárdenas       | 1 000     | –                  |
| Independiente Mexiquense  | Independiente Mexiquense | Huehuetoca, Estado de México                | 12 de Mayo                      | 1 500     | –                  |
| León Izcalli (*)          | León Izcalli (*)         | Cuautitlán Izcalli, Estado de México        | Hugo Sánchez Márquez            | 3 500     | C. León            |
| Loyalty Soccer Club       | Loyalty Soccer Club      | Huixquilucan de Degollado, Estado de México | Alberto Pérez Navarro           | 3000      | –                  |
| Morelos Club              | Morelos Club             | Ecatepec, Estado de México                  | Deportivo Siervo de la Nación   | 1 000     | –                  |
| C.D.C. Olimpo             | Colegio Once México      | Milpa Alta, Ciudad de México                | Momoxco                         | 3 500     | –                  |
| Sangre de Campeón         | Sangre de Campeón        | Tultepec, Estado de México                  | Nou Camp 1                      | 2 000     | –                  |
| Unión F.C.                | Unión F.C.               | Melchor Ocampo, Estado de México            | Deportivo Melchor Ocampo        | 1 000     | –                  |

#### Grupo VI
12 equipos de Estado de México
| Equipo                   | Nombre registrado        | Ciudad                                  | Estadio                               | Capacidad | Club de afiliación    |
| ------------------------ | ------------------------ | --------------------------------------- | ------------------------------------- | --------- | --------------------- |
| Águilas Talpa            | Deportivo Talpa          | Cuautitlán Izcalli, Estado de México    | 12 de Mayo                            | 1 500     | –                     |
| Ciervos F.C. "B" (*)     | Ciervos F.C. "B" (*)     | Chalco, Estado de México                | Arreola                               | 2 000     | Ciervos F.C.          |
| El Árbol Santa Fe        | El Árbol Santa Fe        | Metepec, Estado de México               | Jesús Lara                            | 500       | –                     |
| Estudiantes              | Estudiantes              | Atlacomulco de Fabela, Estado de México | Municipal de Atlacomulco              | 2 000     | –                     |
| Eurosoccer FC            | Deportivo Metepec        | San Mateo Atenco, Estado de México      | Estadio Municipal de San Mateo Atenco | 2 500     | –                     |
| MACA FC                  | MACA FC                  | Metepec, Estado de México               | Jesús Lara                            | 500       | –                     |
| Proyecto México Soccer   | Grupo Sherwood           | Tenango del Valle, Estado de México     | Unidad Deportiva Alfredo del Mazo     | 1 000     | –                     |
| Real San Luis F.C.       | Originales Aguacateros   | Metepec, Estado de México               | Colegio Miraflores Toluca             | 500       | Aguacateros CDU       |
| Sime Soccer              | CH Fútbol Club           | San Antonio la Isla, Estado de México   | Unidad Deportiva San Antonio la Isla  | N/D       | –                     |
| Tenancingo F.C.          | Fuerza Mazahua F.C.      | Tenancingo, Estado de México            | José Manuel "Grillo" Cruzalta         | 3 000     | –                     |
| Deportivo Toluca "B" (*) | Deportivo Toluca "B" (*) | Metepec, Estado de México               | Instalaciones de Metepec              | 2 000     | Deportivo Toluca F.C. |
| C.D. Villa Flor          | Apaseo El Alto           | Villa Guerrero, Estado de México        | Municipal de Villa Guerrero           | 1 500     |                       |

#### Grupo VII
13 equipos de Estado de México, Ciudad de México, Guerrero y Morelos
| Equipo                     | Nombre registrado   | Ciudad                       | Estadio                           | Capacidad | Club de afiliación |
| -------------------------- | ------------------- | ---------------------------- | --------------------------------- | --------- | ------------------ |
| Académicos Jojutla         | Académicos Jojutla  | Jojutla, Morelos             | Unidad Deportiva La Perseverancia | 1 000     | –                  |
| Camaleones F.C.            | Camaleones F.C.     | Acapulco, Guerrero           | Polideportivo CICI Renacimiento   | 1 000     | –                  |
| C.D. Chilpancingo          | C.D. Chilpancingo   | Chilpancingo, Guerrero       | Polideportivo Chilpancingo        | 5 000     | –                  |
| FORMAFUTINTEGRAL           | FORMAFUTINTEGRAL    | Ixtapaluca, Estado de México | Campo La Era                      | 2 000     | –                  |
| F.C. Juárez "B" (*)        | F.C. Juárez "B" (*) | Xochimilco, Ciudad de México | Deportivo Montesur                | N/A       | F.C. Juárez        |
| Juniors F.C. Vidal Peralta | Santiago Tulantepec | Tezoyuca, Morelos            | Unidad Deportiva Vidal Peralta    | N/D       | –                  |
| Iguala F.C.                | Iguala F.C.         | Iguala, Guerrero             | Unidad Deportiva Iguala           | 1 000     | –                  |
| Iguanas F.C.               | Iguanas F.C.        | Zihuatanejo, Guerrero        | Unidad Deportiva Zihuatanejo      | 1 000     | –                  |
| Leones F.C.                | Leones F.C.         | Chalco, Estado de México     | San Marcos                        | 1 000     | –                  |
| Selva Cañera               | Selva Cañera        | Jojutla, Morelos             | Unidad Deportiva La Perseverancia | 1 000     | –                  |
| Tigres Yautepec            | Atlético Cuernavaca | Yautepec, Morelos            | Centro Deportivo Yautepec         | 3 000     | –                  |
| Tlapa F.C.                 | Tlapa F.C.          | Tlapa, Guerrero              | Unidad Deportiva Tlapa            | 1 000     | –                  |
| C.D. Yautepec              | C.D. Yautepec       | Yautepec, Morelos            | Centro Deportivo Yautepec         | 3 000     | –                  |

#### Grupo VIII
16 equipos de Estado de México e Hidalgo
| Equipo                     | Nombre registrado          | Ciudad                                        | Estadio                                  | Capacidad | Club de afiliación  |
| -------------------------- | -------------------------- | --------------------------------------------- | ---------------------------------------- | --------- | ------------------- |
| Atlético Huejutla          | Atlético Huejutla          | Huejutla, Hidalgo                             | Capitán Antonio Reyes Cabrera "El Tordo" | 1 000     | –                   |
| Atlético Pachuca           | Atlético Pachuca           | Pachuca, Hidalgo                              | Revolución Mexicana                      | 3 500     | –                   |
| Atlético Toltecas          | Atlético Toltecas          | Tula, Hidalgo                                 | Unidad Deportiva La Tortuga              | 1 000     | –                   |
| Bombarderos de Tecámac     | Bombarderos de Tecámac     | Tecamac, Estado de México                     | Galaxias del Llano                       | N/D       | –                   |
| Cefor Chaco Giménez        | Cefor Chaco Giménez        | Tulancingo, Hidalgo                           | Primero de Mayo                          | 2 500     | –                   |
| Ceforfema                  | Atlético Boca del Río      | Singuilucan, Hidalgo                          | Unidad Deportiva Singuilucan             | 1 000     | –                   |
| Faraones de Texcoco        | Faraones de Texcoco        | Texcoco, Estado de México                     | Claudio Suárez                           | 4 000     | –                   |
| Guerreros Aztecas IAFE (*) | Guerreros Aztecas IAFE (*) | San Martín de las Pirámides, Estado de México | Deportivo Braulio Ramírez                | N/D       | Alebrijes de Oaxaca |
| Guerreros de la Plata      | Guerreros de la Plata      | Pachuca, Hidalgo                              | Horacio Baños                            | N/D       | -                   |
| Halcones Negros F.C.       | Halcones Negros F.C.       | Chicoloapan, Estado de México                 | Unidad Deportiva San José                | 1 000     | –                   |
| Halcones Zúñiga            | Halcones Zúñiga            | Texcoco, Estado de México                     | Unidad Deportiva Silverio Pérez          | 1 500     | –                   |
| Hidalguense                | Hidalguense                | Pachuca, Hidalgo                              | Club Hidalguense                         | 600       | –                   |
| Marnap                     | Marnap                     | Ixmiquilpan, Hidalgo                          | Deportivo Marnap                         | 1 000     | –                   |
| C.D. Matamoros             | C.D. Matamoros             | Papalotla, Estado de México                   | IMCFD Papalotla                          | 1 000     | –                   |
| Sk Sport Street Soccer     | Sk Sport Street Soccer     | Tulancingo, Hidalgo                           | Unidad Deportiva Javier Rojo Gómez       | 2 000     | –                   |
| Tuzos Pachuca (*)          | Tuzos Pachuca (*)          | San Agustín Tlaxiaca, Hidalgo                 | Universidad del Fútbol                   | 1 000     | C. F. Pachuca       |

#### Grupo IX
15 equipos de Guanajuato y Querétaro
| Equipo                         | Nombre registrado          | Ciudad                            | Estadio                          | Capacidad | Club de afiliación      |
| ------------------------------ | -------------------------- | --------------------------------- | -------------------------------- | --------- | ----------------------- |
| Atlético Cadereyta             | Atlético Queréndaro        | Cadereyta, Querétaro              | Unidad Deportiva Cadereyta       | 1 000     | –                       |
| Celaya F.C. TDP (*)            | Celaya F.C. TDP (*)        | Celaya, Guanajuato                | Miguel Alemán Valdés             | 23 182    | Celaya F.C.             |
| Correcaminos Tequisquiapan (*) | Tequisquiapan F.C.         | Tequisquiapan, Querétaro          | Unidad Deportiva Emiliano Zapata | 2 000     | Correcaminos UAT        |
| Estudiantes de Querétaro       | Estudiantes de Querétaro   | Querétaro, Querétaro              | Casa de la Juventud INDEREQ      | N/D       | –                       |
| Inter Aceisa SJR (*)           | Querétaro 3D               | Querétaro, Querétaro              | Unidad Deportiva La Cañada       | 2 000     | Inter de Querétaro F.C. |
| Inter Fundadores (*)           | Inter Fundadores (*)       | El Marqués, Querétaro             | Parque Bicentenario              | 1 000     | Inter de Querétaro F.C. |
| Inter de Querétaro "B" (*)     | Inter de Querétaro "B" (*) | Querétaro, Querétaro              | Unidad Deportiva La Cañada       | 2 000     | Inter de Querétaro F.C. |
| Linces Celaya                  | Linces Celaya              | Celaya, Guanajuato                | Unidad Deportiva Norte           | 1 000     | –                       |
| Lobos ITECA                    | Lobos ITECA                | San Luis de la Paz, Guanajuato    | El Internado                     | 1 500     | –                       |
| Mineros Querétaro              | Mineros Querétaro          | Colón, Querétaro                  | Universidad CEICKOR              | 500       | Mineros de Zacatecas    |
| Oro La Piedad Querétaro        | Oro La Piedad Querétaro    | Querétaro, Querétaro              | El Infiernillo                   | N/D       |                         |
| Petroleros Querétaro           | Petroleros Querétaro       | Querétaro, Querétaro              | Casa de la Juventud INDEREQ      | N/D       | –                       |
| Real Marqués F.C.              | Cañada CTM                 | Querétaro, Querétaro              | Unidad Deportiva La Cañada       | 2 000     | –                       |
| Strikers F.C.                  | Strikers F.C.              | San Miguel de Allende, Guanajuato | José María "Capi" Correa         | 4 000     | –                       |
| Titanes de Querétaro           | Titanes de Querétaro       | Querétaro, Querétaro              | IMSS Querétaro                   | 1 000     | –                       |

#### Grupo X
10 equipos de Guanajuato y Michoacán. El Deportivo Yurécuaro fue inicialmente anunciado como un club que iba a tomar parte de la competencia, sin embargo se retiró por motivos voluntarios el 29 de septiembre de 2021.
| Equipo                  | Nombre registrado       | Ciudad                | Estadio                          | Capacidad | Club de afiliación |
| ----------------------- | ----------------------- | --------------------- | -------------------------------- | --------- | ------------------ |
| Aguacateros de Peribán  | Aguacateros de Peribán  | Peribán, Michoacán    | Municipal de Peribán             | 1 500     | –                  |
| Atlético Chavinda       | Atlético Chavinda       | Chavinda, Michoacán   | Club Campestre Chavinda          | 500       | –                  |
| Cantereros F.C.         | Atlético Valladolid     | Morelia, Michoacán    | Complejo Deportivo Bicentenario  | 1 000     | –                  |
| Delfines de Abasolo     | Delfines de Abasolo     | Abasolo, Guanajuato   | Municipal Abasolo                | 2 500     | –                  |
| Furia Azul F.C.         | Furia Azul F.C.         | Pátzcuaro, Michoacán  | Furia Azul                       | 3 000     | –                  |
| H2O Purépechas F.C. (*) | H2O Purépechas F.C. (*) | Morelia, Michoacán    | Venustiano Carranza              | 17 600    | Atlético Morelia   |
| Huetamo F.C. (*)        | Degollado F.C.          | Huetamo, Michoacán    | Unidad Deportiva Simón Bolívar   | 1 000     | C. F. La Piedad    |
| Michoacán F.C.          | Michoacán F.C.          | Pátzcuaro, Michoacán  | Furia Azul                       | 3 000     | –                  |
| Ocoteros de Cuerámaro   | Jaral del Progreso FC   | Cuerámaro, Guanajuato | Municipal Juan José Torres Landa | 1 000     | –                  |
| Soberano Zamora F.C.    | Soberano Zamora F.C.    | Zamora, Michoacán     | Unidad Deportiva El Chamizal     | 5 000     | –                  |

#### Grupo XI
10 equipos de Guanajuato, Durango y  Zacatecas. El Atlético ECCA iba a tomar parte de la competencia, sin embargo fue excluido por la liga alegando el incumplimiento de sus obligaciones como afiliado.
| Equipo                       | Nombre registrado            | Ciudad                              | Estadio                                     | Capacidad | Club de afiliación   |
| ---------------------------- | ---------------------------- | ----------------------------------- | ------------------------------------------- | --------- | -------------------- |
| Atlético Leonés              | Atlético Leonés              | León, Guanajuato                    | Unidad Deportiva Enrique Fernández Martínez | 2 000     | –                    |
| Cachorros de León            | Fut-Car                      | León, Guanajuato                    | CODE Las Joyas                              | 1 000     | –                    |
| Durango "B" (*)              | Durango "B" (*)              | Durango, Durango                    | Cancha Alterna Francisco Zarco              | 500       | Durango              |
| Empresarios del Rincón       | Real Olmeca Sport            | Purísima del Rincón, Guanajuato     | Unidad Deportiva Purísima                   | 1 000     | –                    |
| F.C. Jerez                   | FC Zacatecas                 | Jerez, Zacatecas                    | Unidad Deportiva Solidaridad                | 1 000     | –                    |
| León GEN (*)                 | León GEN (*)                 | Lagos de Moreno, Jalisco            | Centro Deportivo GEN                        | 2 000     | –                    |
| Mineros de Zacatecas TDP (*) | Mineros de Zacatecas TDP (*) | Guadalupe, Zacatecas                | Unidad Deportiva Guadalupe                  | 500       | Mineros de Zacatecas |
| Pabellón F.C.                | Pabellón F.C.                | Pabellón de Arteaga, Aguascalientes | Luis Guzmán                                 | 2 000     | –                    |
| UAZ "B" (*)                  | UAZ "B" (*)                  | Zacatecas, Zacatecas                | Universitario Unidad Deportiva Norte        | 5 000     | UAZ                  |
| Zapateros de León            | Zapateros de León            | León, Guanajuato                    | Luis "Chino" Estrada                        | 500       | –                    |

#### Grupo XII
12 equipos de Jalisco
| Equipo                  | Nombre registrado       | Ciudad                         | Estadio                              | Capacidad | Club de afiliación |
| ----------------------- | ----------------------- | ------------------------------ | ------------------------------------ | --------- | ------------------ |
| Acatlán F.C.            | Acatlán F.C.            | Zapotlanejo, Jalisco           | Miguel Hidalgo                       | 1 500     | –                  |
| Agaveros F.C.           | Agaveros F.C.           | Tlajomulco de Zúñiga, Jalisco  | Campos Elite                         | N/D       | –                  |
| Alteños Acatic (*)      | Alteños Acatic (*)      | Acatic, Jalisco                | Unidad Deportiva Acatic              | N/D       | Tepatitlán F.C.    |
| Aves Blancas            | Aves Blancas            | Tepatitlán de Morelos, Jalisco | Corredor Industrial                  | 1 200     | –                  |
| C.D. Ayense             | C.D. Ayense             | Ayotlán, Jalisco               | Chino Rivas                          | 4 000     | –                  |
| Gorilas de Juanacatlán  | Gorilas de Juanacatlán  | Juanacatlán, Jalisco           | Club Juanacatlán                     | 800       | –                  |
| Mulos del C.D. Oro      | Mulos del C.D. Oro      | Tonalá, Jalisco                | Unidad Deportiva Revolución Mexicana | 3 000     | –                  |
| Nacional                | Nacional                | Zapopan, Jalisco               | Club Deportivo Imperio               | 1 500     | –                  |
| U.D. Salamanca          | U.D. Salamanca          | Yahualica, Jalisco             | Las Ánimas                           | 12 000    | Salamanca CF UDS   |
| Tapatíos Soccer         | Tapatíos Soccer         | Zapopan, Jalisco               | Club Deportivo Aviña                 | 1 000     | –                  |
| Tepatitlán F.C. "B" (*) | Tepatitlán F.C. "B" (*) | Tepatitlán de Morelos, Jalisco | Tepa Gómez                           | 10 000    | Tepatitlán F.C.    |
| Tornados Tlaquepaque    | Atlético Cocula         | Tonalá, Jalisco                | Complejo Deportivo Maracaná          | 500       | –                  |

#### Grupo XIII
11 equipos de Jalisco
| Equipo                          | Nombre registrado               | Ciudad                 | Estadio                              | Capacidad | Club de afiliación |
| ------------------------------- | ------------------------------- | ---------------------- | ------------------------------------ | --------- | ------------------ |
| Caja Oblatos CFD                | Caja Oblatos CFD                | Tlaquepaque, Jalisco   | Club Vaqueros                        | 1 000     | –                  |
| Catedráticos Elite F.C. "B" (*) | Catedráticos Elite F.C. "B" (*) | Etzatlán, Jalisco      | Unidad Deportiva Etzatlán            | 1 000     | Catedráticos Elite |
| Deportivo Cihuatlán F.C.        | Deportivo Cihuatlán F.C.        | Cihuatlán, Jalisco     | El Llanito                           | 5 000     | –                  |
| Deportivo Cimagol               | Deportivo Cimagol               | Tlaquepaque, Jalisco   | Club Deportivo del Valle             | 1 000     | –                  |
| SD Eibar Escuela México         | SD Eibar Escuela México         | Jocotepec, Jalisco     | El Empastado de Jocotepec            | 2 500     | SD Eibar           |
| Gallos Viejos                   | Gallos Viejos                   | Zapopan, Jalisco       | Club Pumas Tesistán                  | N/D       | –                  |
| Leones Negros "C" (*)           | Leones Negros "C" (*)           | Zapopan, Jalisco       | Club Deportivo U. de G.              | 3 000     | Leones Negros      |
| Mazorqueros "B" (*)             | Mazorqueros "B" (*)             | Ciudad Guzmán, Jalisco | Municipal Santa Rosa                 | 3 500     | Mazorqueros F.C.   |
| Real Ánimas de Sayula           | Real Ánimas de Sayula           | Sayula, Jalisco        | Gustavo Díaz Ordaz                   | 4 000     | –                  |
| River Plate Escuela Jalisco     | River Plate Escuela Jalisco     | Tonalá, Jalisco        | Unidad Deportiva Revolución Mexicana | 3 000     | –                  |
| Tecos "B" (*)                   | Tecos "B" (*)                   | Zapopan, Jalisco       | Tres de Marzo                        | 18 750    | Tecos FC           |

#### Grupo XIV
12 equipos de Jalisco, Nayarit y Sinaloa. NOTA: Para la segunda mitad de la temporada el club Camaroneros de Escuinapa dejó de participar en el torneo por problemas financieros.
| Equipo                   | Nombre registrado        | Ciudad                                 | Estadio                               | Capacidad | Club de afiliación |
| ------------------------ | ------------------------ | -------------------------------------- | ------------------------------------- | --------- | ------------------ |
| Atlético Nayarit         | Atlético Nayarit         | Tepic, Nayarit                         | Olímpico Santa Teresita               | 4 000     | –                  |
| Camaroneros de Escuinapa | Camaroneros de Escuinapa | Tonalá, Jalisco                        | Unidad Deportiva Revolución Mexicana  | 3 000     | –                  |
| CEFO-ALR (*)             | CEFO-ALR (*)             | Ameca, Jalisco                         | Núcleo Deportivo y de Espectáculos    | 7 000     | Tecos FC           |
| Coras F.C. "B" (*)       | Coras F.C. "B" (*)       | Tepic, Nayarit                         | Olímpico Santa Teresita               | 4 000     | Coras F.C.         |
| Deportivo Tala           | Volcanes de Colima       | Tala, Jalisco                          | Centro Deportivo Cultural 24 de Marzo | 2 000     | –                  |
| Diablos Tesistán         | Diablos Tesistán         | Zapopan, Jalisco                       | Club Diablos Tesistán                 | N/D       | –                  |
| Dorados "B" (*)          | Dorados "B" (*)          | Navolato, Sinaloa                      | Juventud                              | 2 000     | Dorados de Sinaloa |
| Fénix CFAR               | Fénix CFAR               | San Isidro Mazatepec, Jalisco          | La Fortaleza                          | 1 000     | –                  |
| Legado del Centenario    | Legado del Centenario    | Ixtlahuacán de los Membrillos, Jalisco | Unidad Deportiva Ixtlahuacán          | 1 000     | -                  |
| Puerto Vallarta F.C.     | Puerto Vallarta F.C.     | Puerto Vallarta, Jalisco               | Ejidal La Preciosa                    | 2 000     | –                  |
| Tigres de Álica F.C.     | Tigres de Álica F.C.     | Xalisco, Nayarit                       | Unidad Deportiva AFEN "Los Dos Toños" | 2 000     | –                  |
| Xalisco F.C.             | Xalisco F.C.             | Xalisco, Nayarit                       | Unidad Deportiva AFEN "Los Dos Toños" | 2 000     | –                  |

#### Grupo XV
16 equipos de Coahuila, Nuevo León, San Luis Potosí y Tamaulipas. NOTA: Para la segunda mitad de la temporada el club Bravos de Nuevo Laredo dejó de participar en el torneo por problemas financieros.
| Equipo                   | Nombre registrado        | Ciudad                               | Estadio                              | Capacidad | Club de afiliación     |
| ------------------------ | ------------------------ | ------------------------------------ | ------------------------------------ | --------- | ---------------------- |
| Bravos de Nuevo Laredo   | Bravos de Nuevo Laredo   | Nuevo Laredo, Tamaulipas             | Unidad Deportiva Benito Juárez       | 5 000     | –                      |
| C.F. Cadereyta           | C.F. Cadereyta           | Cadereyta, Nuevo León                | Clemente Salinas Netro               | 1 000     | –                      |
| Correcaminos UAT "C" (*) | Correcaminos UAT "C" (*) | Ciudad Victoria, Tamaulipas          | Profesor Eugenio Alvizo Porras       | 5 000     | Correcaminos UAT       |
| FCD Bulls de Santiago    | FCD Bulls de Santiago    | Santiago, Nuevo León                 | FCD El Barrial                       | 2 000     | FC Dallas              |
| Gallos Nuevo León        | Gallos Nuevo León        | San Nicolás de los Garza, Nuevo León | Parque Deportivo Mario J. Montemayor | N/D       | Querétaro F. C.        |
| Garzas Blancas F.C.      | Bucaneros de Matamoros   | Axtla de Terrazas, San Luis Potosí   | Garzas Blancas                       | 1 000     | –                      |
| Gavilanes "B" (*)        | Hogar H. Matamoros       | Matamoros, Tamaulipas                | El Hogar                             | 22 000    | Gavilanes de Matamoros |
| Guerreros Reynosa F.C.   | Guerreros Reynosa F.C.   | Reynosa, Tamaulipas                  | José María Leal Gutiérrez            | 3 000     | –                      |
| Halcones Saltillo        | San Isidro Laguna        | Saltillo, Coahuila                   | Olímpico Francisco I. Madero         | 7 000     | –                      |
| Irritilas                | Irritilas                | San Pedro, Coahuila                  | Quinta Ximena                        | N/D       | –                      |
| Mineros Reynosa          | Deportivo Soria          | Reynosa, Tamaulipas                  | Unidad Deportiva Solidaridad         | 20 000    | Mineros de Zacatecas   |
| Orgullo Surtam           | Orgullo Surtam           | Tampico, Tamaulipas                  | Unidad Deportiva Tampico             | 1 500     | -                      |
| Real San Cosme           | Real San Cosme           | Monterrey, Nuevo León                | Ciudad Deportiva Churubusco          | N/D       | –                      |
| Regios F.C.              | Regios F.C.              | Monterrey, Nuevo León                | Ciudad Deportiva Churubusco          | N/D       | –                      |
| Saltillo Soccer          | Saltillo Soccer          | Saltillo, Coahuila                   | Olímpico Francisco I. Madero         | 7 000     | –                      |
| San Nicolás F.C.         | San Nicolás F.C.         | San Nicolás de los Garza, Nuevo León | Unidad Deportiva Oriente             | 1 000     | –                      |

#### Grupo XVI
11 equipos de Baja California, Chihuahua y Sonora
| Equipo                    | Nombre registrado         | Ciudad                    | Estadio                            | Capacidad | Club de afiliación   |
| ------------------------- | ------------------------- | ------------------------- | ---------------------------------- | --------- | -------------------- |
| Atlético Nogales          | Huatabampo F.C.           | Nogales, Sonora           | Jesús Jegar García                 | 2 000     | –                    |
| Búhos UNISON              | Búhos UNISON              | Hermosillo, Sonora        | Miguel Castro Servín               | 7 000     | –                    |
| Cachanillas F.C.          | Cachanillas F.C.          | Mexicali, Baja California | Eduardo "Boticas" Pérez            | 2 000     | –                    |
| FC CEPROFFA               | FC CEPROFFA               | Ciudad Juárez, Chihuahua  | CEPROFFA                           | 1 000     | –                    |
| Cimarrones "C" (*)        | Cimarrones "C" (*)        | Hermosillo, Sonora        | Héroe de Nacozari                  | 18 747    | Cimarrones de Sonora |
| Cobras Fut Premier        | Cobras Fut Premier        | Ciudad Juárez, Chihuahua  | 20 de Noviembre                    | 2 500     | –                    |
| Deportivo Etchojoa        | Deportivo Etchojoa        | Etchojoa, Sonora          | Trigueros                          | 1 500     | –                    |
| Guaymas F.C.              | Guaymas F.C.              | Heroica Guaymas, Sonora   | Unidad Deportiva Julio Alfonso     | 3 000     | –                    |
| La Tribu de Ciudad Juárez | La Tribu de Ciudad Juárez | Ciudad Juárez, Chihuahua  | Complejo La Tribu                  | 1 000     | –                    |
| Real Magari               | Real Magari               | Chihuahua, Chihuahua      | Olímpico Ciudad Deportiva          | 4 000     | –                    |
| Xolos de Hermosillo (*)   | Xolos de Hermosillo (*)   | Hermosillo, Sonora        | Cancha Aarón Gamal Aguirre Fimbres | 1 000     | C. Tijuana           |

#### Grupo XVII
4 equipos de Baja California. 
| Equipo              | Ciudad                              | Estadio                          | Capacidad |
| ------------------- | ----------------------------------- | -------------------------------- | --------- |
| 40 Grados MXL       | Mexicali, Baja California           | Unidad Deportiva Baja California | N/D       |
| Gladiadores Tijuana | Tijuana, Baja California            | Centro de Alto Rendimiento       | 500       |
| London F.C.         | Tijuana, Baja California            | Campo Emiliano Zapata            | 500       |
| Rosarito F.C.       | Playas de Rosarito, Baja California | Andrés Luna                      | N/D       |

## Tablas Generales
Fecha de actualización: 24 de abril de 2022

### Grupo I
| Pos. | Equipos                        | PJ | PG | PE | PP | GF | GC | Dif. | Pts. | Pe | Por  |
| ---- | ------------------------------ | -- | -- | -- | -- | -- | -- | ---- | ---- | -- | ---- |
| 1.   | Deportiva Venados              | 20 | 16 | 4  | 0  | 52 | 11 | 41   | 55   | 3  | 2.75 |
| 2.   | Cantera Venados                | 20 | 11 | 6  | 3  | 34 | 20 | 14   | 42   | 3  | 2.10 |
| 3.   | Inter Playa "B"                | 20 | 10 | 8  | 4  | 35 | 20 | 15   | 39   | 3  | 1.95 |
| 4.   | Corsarios de Campeche          | 20 | 8  | 7  | 5  | 21 | 18 | 3    | 35   | 4  | 1.75 |
| 5.   | Pioneros Junior                | 20 | 9  | 4  | 7  | 38 | 27 | 11   | 32   | 1  | 1.60 |
| 6.   | Progreso F.C.                  | 20 | 8  | 4  | 8  | 30 | 28 | 2    | 30   | 2  | 1.50 |
| 7.   | Campeche F.C. Nueva Generación | 20 | 8  | 3  | 9  | 22 | 31 | -9   | 29   | 2  | 1.45 |
| 8.   | Deportivo Chetumal             | 20 | 6  | 4  | 10 | 27 | 36 | -9   | 24   | 2  | 1.20 |
| 9.   | Pejelagartos Tabasco           | 20 | 6  | 4  | 10 | 18 | 27 | -9   | 24   | 2  | 1.20 |
| 10.  | Mayas F.C. Hunucmá             | 20 | 2  | 6  | 12 | 18 | 38 | -20  | 14   | 2  | 0.70 |
| 11.  | C.D. Yucatán                   | 20 | 1  | 2  | 17 | 10 | 49 | -39  | 6    | 1  | 0.30 |

Nota: La cantidad de equipos clasificados a la fase final puede variar dependiendo del número de equipos por grupo. Los equipos pueden no clasificar por incumplimiento a reglamento o falta de pagos.
|  | Clasificado para la Fase Final Etapa 1 como líder de grupo.        |
|  | Clasificado para la Fase Final Etapa 1.                            |
|  | Clasificado para la Liguilla de Filiales o sin derecho al ascenso. |
|  | Último de Grupo.                                                   |

### Grupo II
| Pos. | Equipos                 | PJ | PG | PE | PP | GF | GC | Dif. | Pts. | Pe | Por  |
| ---- | ----------------------- | -- | -- | -- | -- | -- | -- | ---- | ---- | -- | ---- |
| 1.   | Lechuzas UPGCH          | 20 | 12 | 6  | 2  | 31 | 12 | 19   | 44   | 2  | 2.20 |
| 2.   | Alebrijes de Oaxaca "C" | 20 | 12 | 5  | 3  | 39 | 17 | 22   | 43   | 2  | 2.15 |
| 3.   | Cruz Azul Lagunas       | 20 | 12 | 3  | 5  | 44 | 17 | 27   | 41   | 2  | 2.05 |
| 4.   | Universidad del Sureste | 20 | 8  | 8  | 4  | 23 | 15 | 8    | 38   | 5  | 1.90 |
| 5.   | Deportivo UNICACH       | 20 | 9  | 5  | 6  | 26 | 16 | 10   | 35   | 3  | 1.75 |
| 6.   | Dragones de Oaxaca      | 20 | 8  | 7  | 5  | 33 | 26 | 7    | 32   | 1  | 1.60 |
| 7.   | Milenarios de Oaxaca    | 20 | 6  | 4  | 10 | 19 | 31 | -12  | 26   | 4  | 1.30 |
| 8.   | Cefor Chiapas           | 20 | 7  | 2  | 11 | 20 | 29 | -9   | 24   | 1  | 1.20 |
| 9.   | Antequera F.C.          | 20 | 5  | 4  | 11 | 18 | 36 | -18  | 20   | 1  | 1.00 |
| 10.  | Atlético Ixtepec        | 20 | 2  | 5  | 13 | 21 | 38 | -17  | 14   | 3  | 0.70 |
| 11.  | Saraguatos de Palenque  | 20 | 3  | 3  | 14 | 12 | 49 | -37  | 13   | 1  | 0.65 |

Nota: La cantidad de equipos clasificados a la fase final puede variar dependiendo del número de equipos por grupo. Los equipos pueden no clasificar por incumplimiento a reglamento o falta de pagos.
|  | Clasificado para la Fase Final Etapa 1 como líder de grupo.        |
|  | Clasificado para la Fase Final Etapa 1.                            |
|  | Clasificado para la Liguilla de Filiales o sin derecho al ascenso. |
|  | Último de Grupo.                                                   |

### Grupo III
| Pos. | Equipos                  | PJ | PG | PE | PP | GF | GC | Dif. | Pts. | Pe | Por  |
| ---- | ------------------------ | -- | -- | -- | -- | -- | -- | ---- | ---- | -- | ---- |
| 1.   | C.D. Poza Rica           | 28 | 22 | 4  | 2  | 69 | 23 | 46   | 71   | 1  | 2.54 |
| 2.   | Caballeros de Córdoba    | 28 | 17 | 7  | 4  | 52 | 29 | 23   | 61   | 4  | 2.18 |
| 3.   | Club Licántropos         | 28 | 18 | 4  | 6  | 56 | 25 | 31   | 60   | 2  | 2.14 |
| 4.   | Delfines UGM             | 28 | 18 | 3  | 7  | 55 | 28 | 27   | 58   | 1  | 2.07 |
| 5.   | Tantoyuca F.C.           | 28 | 12 | 9  | 7  | 44 | 33 | 11   | 50   | 5  | 1.79 |
| 6.   | Papanes de Papantla      | 28 | 11 | 7  | 10 | 46 | 36 | 10   | 45   | 5  | 1.61 |
| 7.   | Tehuacán de la Franja    | 28 | 12 | 7  | 9  | 38 | 37 | 1    | 45   | 2  | 1.61 |
| 8.   | F.C. Sozca               | 28 | 10 | 5  | 13 | 34 | 41 | -7   | 37   | 2  | 1.32 |
| 9.   | Lobos Puebla             | 28 | 10 | 5  | 13 | 39 | 43 | -5   | 36   | 1  | 1.29 |
| 10.  | Guerreros Tlaxcala       | 28 | 8  | 6  | 14 | 29 | 50 | -21  | 35   | 5  | 1.25 |
| 11.  | Sultanes de Tamazunchale | 28 | 8  | 5  | 15 | 38 | 54 | -16  | 31   | 2  | 1.11 |
| 12.  | Reales de Puebla         | 28 | 7  | 5  | 16 | 22 | 50 | -28  | 29   | 3  | 1.04 |
| 13.  | Atlético Hilanderos      | 28 | 7  | 4  | 17 | 28 | 51 | -23  | 28   | 3  | 1.00 |
| 14.  | F.C. Los Ángeles         | 28 | 4  | 8  | 16 | 23 | 43 | -20  | 25   | 5  | 0.89 |
| 15.  | Guerreros de Puebla      | 28 | 3  | 7  | 18 | 20 | 50 | -30  | 19   | 3  | 0.68 |

Nota: La cantidad de equipos clasificados a la fase final puede variar dependiendo del número de equipos por grupo. Los equipos pueden no clasificar por incumplimiento a reglamento o falta de pagos.
|  | Clasificado para la Fase Final Etapa 1 como líder de grupo.        |
|  | Clasificado para la Fase Final Etapa 1.                            |
|  | Clasificado para la Liguilla de Filiales o sin derecho al ascenso. |
|  | Último de Grupo.                                                   |

### Grupo IV
| Pos. | Equipos                 | PJ | PG | PE | PP | GF  | GC | Dif. | Pts. | Pe | Por  |
| ---- | ----------------------- | -- | -- | -- | -- | --- | -- | ---- | ---- | -- | ---- |
| 1.   | C.D. Muxes              | 30 | 27 | 3  | 0  | 114 | 4  | 110  | 86   | 2  | 2.87 |
| 2.   | Cuervos Blancos         | 30 | 20 | 5  | 5  | 62  | 31 | 31   | 69   | 4  | 2.30 |
| 3.   | Cuervos Silver Soccer   | 30 | 18 | 6  | 6  | 64  | 30 | 34   | 64   | 4  | 2.13 |
| 4.   | Chilangos F.C.          | 30 | 17 | 6  | 7  | 59  | 31 | 28   | 60   | 3  | 2.00 |
| 5.   | Aragón F.C.             | 30 | 16 | 8  | 6  | 70  | 28 | 42   | 58   | 2  | 1.93 |
| 6.   | Club Carsaf             | 30 | 15 | 8  | 7  | 44  | 22 | 22   | 57   | 4  | 1.90 |
| 7.   | Álamos F.C.             | 30 | 13 | 6  | 11 | 44  | 33 | 11   | 50   | 5  | 1.67 |
| 8.   | F.C. Politécnico        | 30 | 12 | 7  | 11 | 32  | 41 | -9   | 47   | 4  | 1.57 |
| 9.   | Escorpiones F.C. "B"    | 30 | 13 | 3  | 14 | 43  | 45 | -2   | 42   | 0  | 1.40 |
| 10.  | Oceanía F.C.            | 30 | 9  | 7  | 14 | 30  | 46 | -16  | 38   | 4  | 1.27 |
| 11.  | Athletic Club Esmeralda | 30 | 10 | 6  | 14 | 36  | 65 | -29  | 38   | 2  | 1.27 |
| 12.  | Halcones de Rayón       | 30 | 8  | 8  | 14 | 43  | 70 | -27  | 35   | 3  | 1.17 |
| 13.  | R-Reyes F.C.            | 30 | 3  | 9  | 18 | 26  | 63 | -37  | 24   | 6  | 0.80 |
| 14.  | Novillos Neza           | 30 | 4  | 7  | 19 | 21  | 70 | -49  | 20   | 1  | 0.67 |
| 15.  | Aztecas AMF Soccer      | 30 | 4  | 6  | 20 | 22  | 72 | -50  | 20   | 2  | 0.67 |
| 16.  | Cefor Mario Gálvez      | 30 | 1  | 5  | 24 | 16  | 74 | -58  | 12   | 4  | 0.40 |

Nota: La cantidad de equipos clasificados a la fase final puede variar dependiendo del número de equipos por grupo. Los equipos pueden no clasificar por incumplimiento a reglamento o falta de pagos.
|  | Clasificado para la Fase Final Etapa 1 como líder de grupo.        |
|  | Clasificado para la Fase Final Etapa 1.                            |
|  | Clasificado para la Liguilla de Filiales o sin derecho al ascenso. |
|  | Último de Grupo.                                                   |

### Grupo V
| Pos. | Equipos                   | PJ | PG | PE | PP | GF | GC | Dif. | Pts. | Pe | Por  |
| ---- | ------------------------- | -- | -- | -- | -- | -- | -- | ---- | ---- | -- | ---- |
| 1.   | CDM F.C.                  | 28 | 20 | 7  | 1  | 75 | 22 | 53   | 71   | 4  | 2.54 |
| 2.   | Guerreros DD              | 28 | 18 | 7  | 3  | 60 | 19 | 41   | 64   | 3  | 2.29 |
| 3.   | Loyalty Soccer Club       | 28 | 17 | 3  | 8  | 57 | 30 | 27   | 57   | 3  | 2.03 |
| 4.   | Unión F.C.                | 28 | 16 | 5  | 7  | 41 | 24 | 17   | 56   | 3  | 2.00 |
| 5.   | Héroes de Zaci            | 28 | 17 | 3  | 8  | 50 | 34 | 16   | 56   | 2  | 2.00 |
| 6.   | Ángeles de la Ciudad      | 28 | 14 | 7  | 7  | 48 | 24 | 24   | 53   | 4  | 1.89 |
| 7.   | Morelos Club              | 28 | 14 | 5  | 9  | 46 | 36 | 10   | 50   | 3  | 1.79 |
| 8.   | Sangre de Campeón         | 28 | 10 | 6  | 12 | 36 | 43 | -7   | 40   | 4  | 1.43 |
| 9.   | León Izcalli              | 28 | 7  | 11 | 10 | 36 | 36 | 0    | 37   | 5  | 1.32 |
| 10.  | Academia América Leyendas | 28 | 9  | 6  | 13 | 33 | 48 | -15  | 36   | 3  | 1.29 |
| 11.  | C.D.C. Olimpo             | 28 | 4  | 11 | 13 | 27 | 48 | -21  | 28   | 5  | 1.00 |
| 12.  | Deportivo Dongu "B"       | 28 | 5  | 7  | 16 | 27 | 54 | -27  | 26   | 4  | 0.93 |
| 13.  | Independiente Mexiquense  | 28 | 6  | 5  | 17 | 22 | 47 | -25  | 25   | 2  | 0.89 |
| 14.  | Ecatepec F.C.             | 28 | 3  | 6  | 19 | 23 | 64 | -41  | 17   | 2  | 0.61 |
| 15.  | Cañoneros F.C. "B"        | 28 | 2  | 7  | 19 | 20 | 73 | -53  | 14   | 1  | 0.50 |

Nota: La cantidad de equipos clasificados a la fase final puede variar dependiendo del número de equipos por grupo. Los equipos pueden no clasificar por incumplimiento a reglamento o falta de pagos.
|  | Clasificado para la Fase Final Etapa 1 como líder de grupo.        |
|  | Clasificado para la Fase Final Etapa 1.                            |
|  | Clasificado para la Liguilla de Filiales o sin derecho al ascenso. |
|  | Último de Grupo.                                                   |

### Grupo VI
| Pos. | Equipos                | PJ | PG | PE | PP | GF | GC | Dif. | Pts. | Pe | Por  |
| ---- | ---------------------- | -- | -- | -- | -- | -- | -- | ---- | ---- | -- | ---- |
| 1.   | Deportivo Toluca "B"   | 22 | 15 | 5  | 2  | 47 | 18 | 29   | 54   | 4  | 2.45 |
| 2.   | C.F. Estudiantes       | 22 | 15 | 5  | 2  | 67 | 20 | 47   | 53   | 3  | 2.41 |
| 3.   | Sime Soccer            | 22 | 15 | 4  | 3  | 38 | 14 | 24   | 51   | 2  | 2.32 |
| 4.   | Proyecto México Soccer | 22 | 12 | 8  | 2  | 38 | 18 | 20   | 47   | 3  | 2.14 |
| 5.   | C.D. El Árbol Santa Fe | 22 | 12 | 5  | 5  | 34 | 17 | 17   | 43   | 2  | 1.95 |
| 6.   | Tenancingo F.C.        | 22 | 9  | 6  | 7  | 31 | 29 | 2    | 37   | 4  | 1.68 |
| 7.   | MACA F.C.              | 22 | 8  | 3  | 11 | 28 | 30 | -2   | 29   | 2  | 1.32 |
| 8.   | Ciervos F.C. "B"       | 22 | 6  | 3  | 13 | 31 | 40 | -9   | 22   | 1  | 1.00 |
| 9.   | C.D. Villa Flor        | 22 | 6  | 2  | 14 | 34 | 60 | -26  | 22   | 2  | 1.00 |
| 10.  | Real San Luis F.C.     | 22 | 5  | 2  | 15 | 22 | 55 | -33  | 18   | 1  | 0.82 |
| 11.  | Águilas Talpa          | 22 | 2  | 5  | 15 | 20 | 45 | -25  | 13   | 2  | 0.59 |
| 12.  | Eurosoccer F.C.        | 22 | 1  | 4  | 17 | 11 | 55 | -44  | 7    | 0  | 0.32 |

Nota: La cantidad de equipos clasificados a la fase final puede variar dependiendo del número de equipos por grupo. Los equipos pueden no clasificar por incumplimiento a reglamento o falta de pagos.
|  | Clasificado para la Fase Final Etapa 1 como líder de grupo.        |
|  | Clasificado para la Fase Final Etapa 1.                            |
|  | Clasificado para la Liguilla de Filiales o sin derecho al ascenso. |
|  | Último de Grupo.                                                   |

### Grupo VII
| Pos. | Equipos                    | PJ | PG | PE | PP | GF | GC | Dif. | Pts. | Pe | Por  |
| ---- | -------------------------- | -- | -- | -- | -- | -- | -- | ---- | ---- | -- | ---- |
| 1.   | C.D. Chilpancingo          | 24 | 19 | 3  | 2  | 79 | 16 | 63   | 60   | 0  | 2.50 |
| 2.   | F.C. Juárez "B"            | 24 | 16 | 6  | 2  | 58 | 15 | 43   | 57   | 3  | 2.38 |
| 3.   | Tigres Yautepec            | 24 | 14 | 6  | 4  | 46 | 17 | 29   | 53   | 5  | 2.21 |
| 4.   | C.D. Yautepec              | 24 | 15 | 4  | 5  | 51 | 17 | 34   | 52   | 3  | 2.17 |
| 5.   | Selva Cañera               | 24 | 11 | 7  | 6  | 47 | 30 | 17   | 42   | 2  | 1.75 |
| 6.   | Leones F.C.                | 24 | 9  | 6  | 9  | 31 | 28 | 3    | 37   | 4  | 1.54 |
| 7.   | Juniors F.C. Vidal Peralta | 24 | 10 | 5  | 9  | 28 | 29 | -1   | 37   | 2  | 1.54 |
| 8.   | Iguala F.C.                | 24 | 9  | 4  | 11 | 29 | 37 | -8   | 32   | 1  | 1.33 |
| 9.   | Académicos Jojutla         | 24 | 6  | 6  | 12 | 34 | 51 | -17  | 27   | 3  | 1.13 |
| 10.  | FORMAFUTINTEGRAL           | 24 | 7  | 4  | 13 | 27 | 45 | -18  | 27   | 2  | 1.13 |
| 11.  | F.C. Iguanas               | 24 | 4  | 5  | 15 | 14 | 52 | -38  | 20   | 3  | 0.83 |
| 12.  | Tlapa F.C.                 | 24 | 4  | 3  | 17 | 11 | 71 | -60  | 15   | 0  | 0.63 |
| 13.  | Camaleones F.C.            | 24 | 1  | 3  | 20 | 10 | 57 | -47  | 9    | 3  | 0.38 |

Nota: La cantidad de equipos clasificados a la fase final puede variar dependiendo del número de equipos por grupo. Los equipos pueden no clasificar por incumplimiento a reglamento o falta de pagos.
|  | Clasificado para la Fase Final Etapa 1 como líder de grupo.        |
|  | Clasificado para la Fase Final Etapa 1.                            |
|  | Clasificado para la Liguilla de Filiales o sin derecho al ascenso. |
|  | Último de Grupo.                                                   |

### Grupo VIII
| Pos. | Equipos                | PJ | PG | PE | PP | GF  | GC  | Dif. | Pts. | Pe | Por  |
| ---- | ---------------------- | -- | -- | -- | -- | --- | --- | ---- | ---- | -- | ---- |
| 1.   | Faraones Texcoco       | 30 | 25 | 2  | 3  | 104 | 23  | 81   | 77   | 0  | 2.57 |
| 2.   | Bombarderos de Tecámac | 30 | 21 | 6  | 3  | 72  | 27  | 45   | 71   | 2  | 2.37 |
| 3.   | Tuzos Pachuca          | 30 | 19 | 9  | 2  | 84  | 25  | 59   | 70   | 4  | 2.33 |
| 4.   | Sk Sport Street Soccer | 30 | 20 | 2  | 8  | 71  | 29  | 42   | 63   | 1  | 2.10 |
| 5.   | Atlético Pachuca       | 30 | 16 | 7  | 7  | 62  | 28  | 34   | 59   | 3  | 1.97 |
| 6.   | Club Hidalguense       | 30 | 15 | 7  | 8  | 63  | 33  | 30   | 57   | 5  | 1.90 |
| 7.   | C.D. Matamoros         | 30 | 15 | 4  | 11 | 64  | 41  | 23   | 50   | 1  | 1.67 |
| 8.   | Halcones Negros F.C.   | 30 | 13 | 6  | 11 | 55  | 36  | 19   | 50   | 5  | 1.67 |
| 9.   | Atlético Toltecas      | 30 | 9  | 7  | 14 | 43  | 54  | -11  | 38   | 3  | 1.27 |
| 10.  | Guerreros de la Plata  | 30 | 10 | 5  | 14 | 45  | 59  | -14  | 36   | 1  | 1.20 |
| 11.  | Cefor Chaco Giménez    | 30 | 8  | 6  | 16 | 43  | 58  | -15  | 33   | 3  | 1.10 |
| 12.  | Atlético Huejutla      | 30 | 9  | 3  | 18 | 35  | 77  | -42  | 32   | 2  | 1.07 |
| 13.  | MARNAP F.C.            | 30 | 6  | 8  | 16 | 44  | 62  | -18  | 28   | 2  | 0.93 |
| 14.  | Ceforfema              | 30 | 4  | 6  | 20 | 22  | 119 | -97  | 24   | 6  | 0.80 |
| 15.  | Halcones Zúñiga        | 30 | 4  | 5  | 21 | 30  | 81  | -51  | 21   | 4  | 0.70 |
| 16.  | Guerreros Aztecas IAFE | 30 | 2  | 5  | 23 | 16  | 96  | -80  | 11   | 0  | 0.37 |

Nota: La cantidad de equipos clasificados a la fase final puede variar dependiendo del número de equipos por grupo. Los equipos pueden no clasificar por incumplimiento a reglamento o falta de pagos.
|  | Clasificado para la Fase Final Etapa 1 como líder de grupo.        |
|  | Clasificado para la Fase Final Etapa 1.                            |
|  | Clasificado para la Liguilla de Filiales o sin derecho al ascenso. |
|  | Último de Grupo.                                                   |

### Grupo IX
| Pos. | Equipos                     | PJ | PG | PE | PP | GF | GC | Dif. | Pts. | Pe | Por  |
| ---- | --------------------------- | -- | -- | -- | -- | -- | -- | ---- | ---- | -- | ---- |
| 1.   | Titanes de Querétaro        | 28 | 23 | 5  | 0  | 93 | 17 | 76   | 77   | 3  | 2.75 |
| 2.   | Petroleros Querétaro        | 28 | 22 | 2  | 4  | 61 | 23 | 38   | 69   | 1  | 2.46 |
| 3.   | Estudiantes de Querétaro    | 28 | 21 | 1  | 6  | 69 | 23 | 46   | 64   | 0  | 2.29 |
| 4.   | Inter Aceisa SJR            | 28 | 18 | 2  | 8  | 63 | 30 | 33   | 57   | 1  | 2.04 |
| 5.   | Lobos ITECA                 | 28 | 16 | 6  | 6  | 62 | 50 | 12   | 56   | 2  | 2.00 |
| 6.   | Correcaminos Tequisquiapan  | 28 | 14 | 4  | 10 | 58 | 35 | 23   | 47   | 1  | 1.68 |
| 7.   | Real Marqués F.C.           | 28 | 10 | 9  | 9  | 44 | 41 | 3    | 45   | 6  | 1.61 |
| 8.   | Celaya Linces               | 28 | 11 | 5  | 12 | 41 | 50 | -9   | 40   | 2  | 1.43 |
| 9.   | Celaya F.C. TDP             | 28 | 7  | 9  | 12 | 30 | 44 | -14  | 36   | 6  | 1.29 |
| 10.  | Mineros Querétaro           | 28 | 9  | 4  | 15 | 43 | 70 | -27  | 34   | 3  | 1.21 |
| 11.  | Oro La Piedad Querétaro     | 28 | 8  | 5  | 15 | 29 | 51 | -22  | 32   | 3  | 1.14 |
| 12.  | Strikers F.C. International | 28 | 8  | 4  | 16 | 30 | 55 | -25  | 28   | 0  | 1.00 |
| 13.  | Inter de Querétaro "B"      | 28 | 2  | 8  | 18 | 21 | 54 | -33  | 17   | 3  | 0.61 |
| 14.  | Atlético Cadereyta F.C.     | 28 | 3  | 5  | 20 | 19 | 63 | -44  | 17   | 3  | 0.61 |
| 15.  | Inter Fundadores            | 28 | 2  | 3  | 23 | 16 | 77 | -61  | 11   | 2  | 0.39 |

Nota: La cantidad de equipos clasificados a la fase final puede variar dependiendo del número de equipos por grupo. Los equipos pueden no clasificar por incumplimiento a reglamento o falta de pagos.
|  | Clasificado para la Fase Final Etapa 1 como líder de grupo.        |
|  | Clasificado para la Fase Final Etapa 1.                            |
|  | Clasificado para la Liguilla de Filiales o sin derecho al ascenso. |
|  | Último de Grupo.                                                   |

### Grupo X
| Pos. | Equipos                | PJ | PG | PE | PP | GF | GC | Dif. | Pts. | Pe | Por  |
| ---- | ---------------------- | -- | -- | -- | -- | -- | -- | ---- | ---- | -- | ---- |
| 1.   | Aguacateros de Peribán | 18 | 14 | 3  | 1  | 56 | 13 | 43   | 48   | 3  | 2.67 |
| 2.   | Michoacán F.C.         | 18 | 11 | 4  | 3  | 38 | 16 | 22   | 39   | 2  | 2.17 |
| 3.   | H2O Purépechas F.C.    | 18 | 11 | 4  | 3  | 39 | 11 | 28   | 38   | 1  | 2.11 |
| 4.   | Furia Azul F.C.        | 18 | 9  | 6  | 3  | 34 | 22 | 12   | 37   | 4  | 2.06 |
| 5.   | Soberano Zamora F.C.   | 18 | 6  | 6  | 6  | 34 | 24 | 10   | 27   | 3  | 1.50 |
| 6.   | Delfines de Abasolo    | 18 | 6  | 5  | 7  | 22 | 25 | -3   | 25   | 2  | 1.39 |
| 7.   | Huetamo F.C.           | 18 | 5  | 4  | 9  | 25 | 33 | -8   | 21   | 2  | 1.17 |
| 8.   | Atlético Chavinda      | 18 | 4  | 2  | 12 | 15 | 36 | -21  | 15   | 1  | 0.83 |
| 9.   | Ocoteros de Cuerámaro  | 18 | 3  | 4  | 11 | 19 | 55 | -36  | 13   | 0  | 0.72 |
| 10.  | Cantereros F.C.        | 18 | 1  | 2  | 15 | 12 | 58 | -46  | 7    | 2  | 0.39 |

Nota: La cantidad de equipos clasificados a la fase final puede variar dependiendo del número de equipos por grupo. Los equipos pueden no clasificar por incumplimiento a reglamento o falta de pagos.
|  | Clasificado para la Fase Final Etapa 1 como líder de grupo.        |
|  | Clasificado para la Fase Final Etapa 1.                            |
|  | Clasificado para la Liguilla de Filiales o sin derecho al ascenso. |
|  | Último de Grupo.                                                   |

### Grupo XI
| Pos. | Equipos                  | PJ | PG | PE | PP | GF | GC | Dif. | Pts. | Pe | Por  |
| ---- | ------------------------ | -- | -- | -- | -- | -- | -- | ---- | ---- | -- | ---- |
| 1.   | Atlético Leonés          | 18 | 12 | 3  | 3  | 45 | 16 | 29   | 42   | 3  | 2.33 |
| 2.   | UAZ "B"                  | 18 | 12 | 4  | 2  | 61 | 21 | 40   | 41   | 1  | 2.28 |
| 3.   | Mineros de Zacatecas TDP | 18 | 10 | 2  | 6  | 43 | 29 | 14   | 34   | 2  | 1.89 |
| 4.   | Cachorros de León        | 18 | 9  | 4  | 5  | 35 | 21 | 14   | 31   | 0  | 1.72 |
| 5.   | F.C. Jerez               | 18 | 5  | 8  | 5  | 26 | 24 | 2    | 29   | 6  | 1.61 |
| 6.   | Pabellón F.C.            | 18 | 7  | 4  | 7  | 21 | 18 | 3    | 28   | 3  | 1.56 |
| 7.   | Zapateros de León        | 18 | 7  | 2  | 9  | 27 | 30 | -3   | 24   | 0  | 1.33 |
| 8.   | Durango "B"              | 18 | 5  | 2  | 11 | 30 | 36 | -6   | 18   | 1  | 1.00 |
| 9.   | Empresarios del Rincón   | 18 | 3  | 2  | 13 | 12 | 41 | -29  | 12   | 1  | 0.67 |
| 10.  | León GEN                 | 18 | 3  | 1  | 14 | 17 | 81 | -64  | 11   | 0  | 0.61 |

Nota: La cantidad de equipos clasificados a la fase final puede variar dependiendo del número de equipos por grupo. Los equipos pueden no clasificar por incumplimiento a reglamento o falta de pagos.
|  | Clasificado para la Fase Final Etapa 1 como líder de grupo.        |
|  | Clasificado para la Fase Final Etapa 1.                            |
|  | Clasificado para la Liguilla de Filiales o sin derecho al ascenso. |
|  | Último de Grupo.                                                   |

### Grupo XII
| Pos. | Equipos                | PJ | PG | PE | PP | GF | GC | Dif. | Pts. | Pe | Por  |
| ---- | ---------------------- | -- | -- | -- | -- | -- | -- | ---- | ---- | -- | ---- |
| 1.   | C.D. Ayense            | 22 | 15 | 6  | 1  | 49 | 16 | 33   | 54   | 3  | 2.45 |
| 2.   | Gorilas de Juanacatlán | 22 | 13 | 8  | 1  | 38 | 13 | 25   | 51   | 4  | 2.32 |
| 3.   | Tapatíos Soccer        | 22 | 13 | 4  | 5  | 50 | 22 | 28   | 47   | 4  | 2.14 |
| 4.   | Tepatitlán F.C. "B"    | 22 | 11 | 5  | 6  | 40 | 24 | 16   | 40   | 2  | 1.82 |
| 5.   | Aves Blancas           | 22 | 7  | 8  | 7  | 31 | 27 | 4    | 34   | 5  | 1.55 |
| 6.   | Agaveros F.C.          | 22 | 10 | 3  | 9  | 38 | 31 | 7    | 33   | 0  | 1.50 |
| 7.   | Acatlán F.C.           | 22 | 7  | 6  | 9  | 29 | 31 | -2   | 30   | 3  | 1.36 |
| 8.   | Mulos del C.D. Oro     | 22 | 6  | 6  | 10 | 22 | 29 | -7   | 28   | 4  | 1.27 |
| 9.   | U.D. Salamanca         | 22 | 7  | 5  | 10 | 31 | 40 | -9   | 28   | 2  | 1.27 |
| 10.  | Tornados Tlaquepaque   | 22 | 5  | 6  | 11 | 15 | 37 | -22  | 25   | 4  | 1.14 |
| 11.  | Alteños Acatic         | 22 | 6  | 2  | 14 | 30 | 50 | -20  | 20   | 0  | 0.91 |
| 12.  | Nacional               | 22 | 0  | 5  | 17 | 11 | 64 | -53  | 6    | 1  | 0.27 |

Nota: La cantidad de equipos clasificados a la fase final puede variar dependiendo del número de equipos por grupo. Los equipos pueden no clasificar por incumplimiento a reglamento o falta de pagos.
|  | Clasificado para la Fase Final Etapa 1 como líder de grupo.        |
|  | Clasificado para la Fase Final Etapa 1.                            |
|  | Clasificado para la Liguilla de Filiales o sin derecho al ascenso. |
|  | Último de Grupo.                                                   |

### Grupo XIII
| Pos. | Equipos                     | PJ | PG | PE | PP | GF | GC | Dif. | Pts. | Pe | Por  |
| ---- | --------------------------- | -- | -- | -- | -- | -- | -- | ---- | ---- | -- | ---- |
| 1.   | Mazorqueros "B"             | 20 | 14 | 4  | 2  | 51 | 13 | 38   | 50   | 4  | 2.50 |
| 2.   | Real Ánimas de Sayula       | 20 | 13 | 4  | 3  | 47 | 21 | 26   | 46   | 3  | 2.30 |
| 3.   | Catedráticos Elite F.C. "B" | 20 | 12 | 5  | 3  | 38 | 22 | 16   | 43   | 2  | 2.15 |
| 4.   | Leones Negros "C"           | 20 | 11 | 3  | 6  | 42 | 17 | 25   | 38   | 2  | 1.90 |
| 5.   | Tecos TDP                   | 20 | 10 | 3  | 7  | 35 | 24 | 11   | 34   | 1  | 1.70 |
| 6.   | Caja Oblatos C.F.D.         | 20 | 6  | 6  | 8  | 34 | 35 | -1   | 24   | 0  | 1.20 |
| 7.   | River Plate Escuela Jalisco | 20 | 6  | 5  | 9  | 33 | 34 | -1   | 27   | 4  | 1.35 |
| 8.   | Gallos Viejos               | 20 | 7  | 5  | 8  | 32 | 36 | -4   | 26   | 1  | 1.30 |
| 9.   | Deportivo Cihuatlán F.C.    | 20 | 5  | 3  | 14 | 18 | 39 | -21  | 21   | 3  | 1.05 |
| 10.  | SD Eibar Escuela México     | 20 | 4  | 5  | 11 | 17 | 42 | -25  | 19   | 2  | 0.95 |
| 11.  | Deportivo Cimagol           | 20 | 0  | 1  | 19 | 7  | 71 | -64  | 2    | 1  | 0.10 |

Nota: La cantidad de equipos clasificados a la fase final puede variar dependiendo del número de equipos por grupo. Los equipos pueden no clasificar por incumplimiento a reglamento o falta de pagos.
|  | Clasificado para la Fase Final Etapa 1 como líder de grupo.        |
|  | Clasificado para la Fase Final Etapa 1.                            |
|  | Clasificado para la Liguilla de Filiales o sin derecho al ascenso. |
|  | Último de Grupo.                                                   |

### Grupo XIV
| Pos. | Equipos               | PJ | PG | PE | PP | GF | GC | Dif. | Pts. | Pe | Por  |
| ---- | --------------------- | -- | -- | -- | -- | -- | -- | ---- | ---- | -- | ---- |
| 1.   | Diablos Tesistán      | 20 | 13 | 6  | 1  | 45 | 17 | 28   | 48   | 3  | 2.40 |
| 2.   | Dorados "B"           | 20 | 14 | 2  | 4  | 43 | 15 | 28   | 45   | 1  | 2.25 |
| 3.   | Deportivo Tala        | 20 | 11 | 5  | 4  | 47 | 29 | 18   | 41   | 3  | 2.05 |
| 4.   | Legado del Centenario | 20 | 11 | 4  | 5  | 46 | 19 | 27   | 39   | 2  | 1.95 |
| 5.   | Coras F.C. "B"        | 20 | 10 | 4  | 6  | 40 | 30 | 10   | 37   | 3  | 1.85 |
| 6.   | Tigres de Álica F.C.  | 20 | 10 | 3  | 7  | 28 | 26 | 2    | 36   | 3  | 1.80 |
| 7.   | Xalisco F.C.          | 20 | 8  | 2  | 10 | 28 | 35 | -7   | 28   | 2  | 1.40 |
| 8.   | Fénix CFAR            | 20 | 5  | 4  | 11 | 26 | 50 | -24  | 19   | 0  | 0.95 |
| 9.   | Puerto Vallarta F.C.  | 20 | 4  | 3  | 13 | 20 | 44 | -24  | 17   | 2  | 0.85 |
| 10.  | CEFO-ALR              | 20 | 2  | 4  | 14 | 13 | 40 | -27  | 11   | 1  | 0.55 |
| 11.  | Atlético Nayarit      | 20 | 1  | 3  | 14 | 11 | 42 | -31  | 9    | 1  | 0.45 |

Nota: La cantidad de equipos clasificados a la fase final puede variar dependiendo del número de equipos por grupo. Los equipos pueden no clasificar por incumplimiento a reglamento o falta de pagos.
|  | Clasificado para la Fase Final Etapa 1 como líder de grupo.        |
|  | Clasificado para la Fase Final Etapa 1.                            |
|  | Clasificado para la Liguilla de Filiales o sin derecho al ascenso. |
|  | Último de Grupo.                                                   |

### Grupo XV
| Pos. | Equipos                | PJ | PG | PE | PP | GF | GC | Dif. | Pts. | Pe | Por  |
| ---- | ---------------------- | -- | -- | -- | -- | -- | -- | ---- | ---- | -- | ---- |
| 1.   | Saltillo Soccer F.C.   | 28 | 25 | 3  | 0  | 71 | 14 | 57   | 79   | 1  | 2.82 |
| 2.   | Orgullo Surtam         | 28 | 19 | 4  | 5  | 60 | 26 | 34   | 63   | 2  | 2.25 |
| 3.   | FCD Bulls de Santiago  | 28 | 17 | 6  | 5  | 51 | 20 | 31   | 62   | 5  | 2.21 |
| 4.   | C.F. Cadereyta         | 28 | 19 | 2  | 7  | 69 | 28 | 41   | 61   | 2  | 2.18 |
| 5.   | Correcaminos "C"       | 28 | 13 | 6  | 9  | 38 | 40 | -2   | 51   | 6  | 1.82 |
| 6.   | Mineros Reynosa        | 28 | 14 | 5  | 9  | 53 | 40 | 13   | 50   | 3  | 1.79 |
| 7.   | Irritilas F.C.         | 28 | 15 | 3  | 10 | 58 | 27 | 31   | 49   | 1  | 1.75 |
| 8.   | Garzas Blancas F.C.    | 28 | 9  | 5  | 14 | 38 | 51 | -13  | 33   | 1  | 1.18 |
| 9.   | Guerreros Reynosa F.C. | 28 | 8  | 5  | 15 | 23 | 43 | -20  | 32   | 3  | 1.14 |
| 10.  | Gavilanes "B"          | 28 | 6  | 9  | 13 | 42 | 55 | -13  | 31   | 4  | 1.11 |
| 11.  | Regios F.C.            | 28 | 6  | 8  | 14 | 26 | 50 | -24  | 31   | 5  | 1.11 |
| 12.  | Halcones de Saltillo   | 28 | 6  | 6  | 16 | 24 | 65 | -41  | 27   | 3  | 0.96 |
| 13.  | C.F. Gallos Nuevo León | 28 | 7  | 4  | 17 | 42 | 63 | -21  | 25   | 0  | 0.89 |
| 14.  | San Nicolás F.C.       | 28 | 6  | 4  | 18 | 26 | 54 | -28  | 23   | 1  | 0.82 |
| 15.  | Real San Cosme         | 28 | 2  | 6  | 20 | 27 | 72 | -45  | 14   | 2  | 0.50 |

Nota: La cantidad de equipos clasificados a la fase final puede variar dependiendo del número de equipos por grupo. Los equipos pueden no clasificar por incumplimiento a reglamento o falta de pagos.
|  | Clasificado para la Fase Final Etapa 1 como líder de grupo.        |
|  | Clasificado para la Fase Final Etapa 1.                            |
|  | Clasificado para la Liguilla de Filiales o sin derecho al ascenso. |
|  | Último de Grupo.                                                   |

### Grupo XVI
| Pos. | Equipos                   | PJ | PG | PE | PP | GF | GC | Dif. | Pts. | Pe | Por  |
| ---- | ------------------------- | -- | -- | -- | -- | -- | -- | ---- | ---- | -- | ---- |
| 1.   | La Tribu de Ciudad Juárez | 20 | 11 | 9  | 0  | 59 | 22 | 37   | 46   | 4  | 2.30 |
| 2.   | Cimarrones "C"            | 20 | 12 | 6  | 2  | 39 | 12 | 27   | 45   | 3  | 2.25 |
| 3.   | F.C. CEPROFFA             | 20 | 11 | 4  | 5  | 34 | 22 | 12   | 40   | 3  | 2.00 |
| 4.   | Cachanillas F.C.          | 20 | 9  | 5  | 6  | 29 | 29 | 0    | 37   | 5  | 1.85 |
| 5.   | Deportivo Etchojoa        | 20 | 10 | 5  | 5  | 36 | 29 | 7    | 36   | 1  | 1.80 |
| 6.   | Xolos de Hermosillo       | 20 | 7  | 5  | 8  | 28 | 27 | 1    | 28   | 2  | 1.40 |
| 7.   | Búhos UNISON              | 20 | 6  | 6  | 8  | 23 | 30 | -7   | 26   | 2  | 1.30 |
| 8.   | Real Magari               | 20 | 6  | 3  | 11 | 18 | 29 | -11  | 23   | 2  | 1.15 |
| 9.   | Cobras Fut Premier        | 20 | 6  | 4  | 10 | 15 | 35 | -20  | 23   | 1  | 1.15 |
| 10.  | Guaymas F.C.              | 20 | 3  | 4  | 13 | 15 | 34 | -19  | 15   | 2  | 0.75 |
| 11.  | Atlético Nogales          | 20 | 3  | 1  | 16 | 10 | 37 | -27  | 11   | 1  | 0.55 |

Nota: La cantidad de equipos clasificados a la fase final puede variar dependiendo del número de equipos por grupo. Los equipos pueden no clasificar por incumplimiento a reglamento o falta de pagos.
|  | Clasificado para la Fase Final Etapa 1 como líder de grupo.        |
|  | Clasificado para la Fase Final Etapa 1.                            |
|  | Clasificado para la Liguilla de Filiales o sin derecho al ascenso. |
|  | Último de Grupo.                                                   |

### Grupo XVII
| Pos. | Equipos                  | PJ | PG | PE | PP | GF | GC | Dif. | Pts. | Pe | Por  |
| ---- | ------------------------ | -- | -- | -- | -- | -- | -- | ---- | ---- | -- | ---- |
| 1.   | London F.C.              | 24 | 16 | 3  | 5  | 52 | 24 | 28   | 53   | 2  | 2.21 |
| 2.   | Gladiadores Tijuana F.C. | 24 | 14 | 5  | 5  | 48 | 25 | 23   | 49   | 2  | 2.04 |
| 3.   | 40 Grados MXL F.C.       | 24 | 8  | 5  | 11 | 34 | 45 | -11  | 32   | 3  | 1.33 |
| 4.   | Rosarito F.C.            | 24 | 1  | 5  | 18 | 22 | 62 | -40  | 9    | 1  | 0.38 |

Nota: La cantidad de equipos clasificados a la fase final puede variar dependiendo del número de equipos por grupo. Los equipos pueden no clasificar por incumplimiento a reglamento o falta de pagos.
|  | Clasificado para la Fase Final Etapa 1 como líder de grupo.        |
|  | Clasificado para la Liguilla de Filiales o sin derecho al ascenso. |
|  | Último de Grupo.                                                   |

## Liguilla de Ascenso
La liguilla de Ascenso constará de siete fases. Clasifican 64 equipos, el número varía de acuerdo con la cantidad de equipos integrantes de cada grupo, estando entre uno y siete clubes por sector. El país se dividirá en dos zonas: Zona A (Grupos del I al VII) y Zona B (Grupos VIII al XVII). Se celebrarán eliminatorias de acuerdo al promedio obtenido por cada conjunto, siendo ordenados del mejor al peor por su porcentaje a lo largo de la temporada. Todas las series se celebrarán a doble partido, a excepción de la Final nacional y el partido por el tercer lugar, que serán disputados a un único juego.
A partir la temporada 2020-21 se modificaron los nombres de las etapas eliminatorias de la siguiente manera: Dieciseisavos de final, Octavos, Cuartos de final, Semifinales, Finales de zona y Final, esto como consecuencia de la división del país en dos zonas, por lo que los equipos solamente se enfrentan a clubes de su misma región hasta la serie final.
Desde este ciclo futbolístico se otorgan tres ascensos a la Segunda División de México: los dos campeones regionales serán promovidos a la Serie A siempre y cuando cumplan con el cuaderno de cargos de esta categoría, mientras que un tercer boleto será disputado en un partido entre los dos subcampeones regionales, el ganador conseguirá un lugar en la Serie B, condicionado al cumplimiento de los requisitos de esta liga.

### Dieciseisavos de final

#### Zona A
| Equipo 1                 | Agr.      | Equipo 2                   | Ida | Vuelta |
| ------------------------ | --------- | -------------------------- | --- | ------ |
| C.D. Muxes               | 6–2       | Pioneros Junior            | 0–1 | 6–1    |
| Deportiva Venados        | 5–2       | Álamos F.C.                | 2–2 | 3–0    |
| CDM                      | 2–2 (2–4) | (p.) Corsarios de Campeche | 1–1 | 1–1    |
| C.D. Poza Rica           | 4–1       | Deportivo UNICACH          | 2–1 | 2–0    |
| C.D. Chilpancingo        | 4–1       | Selva Cañera               | 1–1 | 3–0    |
| C.F. Estudiantes         | 5–0       | Tantoyuca F.C.             | 2–0 | 3–0    |
| Sime Soccer              | 1–0       | Universidad del Sureste    | 1–0 | 0–0    |
| C.D. Cuervos Blancos     | 3–0       | Club Carsaf                | 2–0 | 1–0    |
| Guerreros DD             | 1–0       | Aragón F.C.                | 1–0 | 0–0    |
| Tigres Yautepec          | 2–4       | Inter Playa "B"            | 1–1 | 1–3    |
| Lechuzas UPGCH (p.)      | 2–2 (4–1) | Héroes de Zaci             | 2–0 | 0–2    |
| Caballeros de Córdoba    | 3–1       | Unión F.C.                 | 0–0 | 3–1    |
| C.D. Yautepec            | 4–4 (2–4) | (p.) Chilangos F.C.        | 1–4 | 3–0    |
| Club Licántropos         | 6–2       | Loyalty Soccer Club        | 2–2 | 4–0    |
| Proyecto México Soccer   | 1–1 (1–3) | (p.) Cruz Azul Lagunas     | 0–0 | 1–1    |
| Cuervos de Silver Soccer | 0–3       | Delfines UGM               | 0–2 | 0–1    |

*Nota: El equipo localizado en la columna 1 ejerce de local en el juego de vuelta.

#### Zona B
| Equipo 1                  | Agr.      | Equipo 2                    | Ida | Vuelta |
| ------------------------- | --------- | --------------------------- | --- | ------ |
| Saltillo Soccer           | 2–2 (4–5) | (p.) Cachorros de León      | 0–2 | 2–0    |
| Titanes de Querétaro      | 2–1       | Tepatitlán F.C. "B"         | 0–0 | 2–1    |
| Aguacateros de Peribán    | 6–2       | Legado del Centenario       | 2–2 | 4–0    |
| Faraones de Texcoco       | 2–1       | Atlético Pachuca            | 1–1 | 1–0    |
| Mazorqueros "B"           | 4–2       | F.C. CEPROFFA               | 2–1 | 2–1    |
| Petroleros Querétaro (p.) | 3–3 (5–3) | Deportivo Tala              | 2–1 | 1–2    |
| C.D. Ayense               | 4–3       | Furia Azul F.C.             | 1–2 | 3–1    |
| Diablos Tesistán          | 2–3       | Sk Sport Street Soccer      | 1–1 | 1–2    |
| Bombarderos de Tecámac    | 4–1       | H2O Purépechas F.C.         | 1–0 | 3–1    |
| Tuzos Pachuca             | 4–2       | Tapatíos Soccer             | 1–0 | 3–2    |
| Atlético Leonés           | 2–1       | Catedráticos Elite F.C. "B" | 0–1 | 2–0    |
| Gorilas de Juanacatlán    | 4–3       | Michoacán F.C.              | 3–1 | 1–2    |
| La Tribu de Ciudad Juárez | 2–0       | C.F. Cadereyta              | 0–0 | 2–0    |
| Real Ánimas de Sayula     | 3–1       | London F.C.                 | 1–1 | 2–0    |
| Estudiantes de Querétaro  | 1–6       | FCD Bulls de Santiago       | 1–4 | 0–2    |
| UAZ "B"                   | 11–3      | Orgullo Surtam              | 3–3 | 8–0    |

*Nota: El equipo localizado en la columna 1 ejerce de local en el juego de vuelta.

### Octavos de final

#### Zona A
| Equipo 1             | Agr. | Equipo 2              | Ida | Vuelta |
| -------------------- | ---- | --------------------- | --- | ------ |
| C.D. Muxes           | 6–1  | Corsarios de Campeche | 1–1 | 5–0    |
| Deportiva Venados    | 3–1  | Inter Playa "B"       | 1–0 | 2–1    |
| C.D. Poza Rica       | 7–2  | Chilangos F.C.        | 3–2 | 4–0    |
| C.D. Chilpancingo    | 4–2  | Cruz Azul Lagunas     | 1–1 | 3–1    |
| C.F. Estudiantes     | 1–2  | Delfines UGM          | 0–2 | 1–0    |
| Sime Soccer          | 3–2  | Club Licántropos      | 2–2 | 1–0    |
| C.D. Cuervos Blancos | 1–2  | Caballeros de Córdoba | 0–0 | 1–2    |
| Guerreros DD         | 3–2  | Lechuzas UPGCH        | 1–1 | 2–1    |

#### Zona B
| Equipo 1               | Agr.      | Equipo 2                       | Ida | Vuelta |
| ---------------------- | --------- | ------------------------------ | --- | ------ |
| Titanes de Querétaro   | 7–0       | Cachorros de León              | 4–0 | 3–0    |
| Aguacateros de Peribán | 2–4       | Sk Sport Street Soccer         | 0–1 | 2–3    |
| Faraones de Texcoco    | 3–4       | FCD Bulls de Santiago          | 2–2 | 1–2    |
| Mazorqueros "B"        | 6–3       | UAZ "B"                        | 2–2 | 4–1    |
| Petroleros Querétaro   | 4–6       | Real Ánimas de Sayula          | 0–3 | 4–3    |
| C.D. Ayense            | 2–2 (1–3) | (p.) La Tribu de Ciudad Juárez | 1–2 | 1–0    |
| Bombarderos de Tecámac | 1–3       | Gorilas de Juanacatlán         | 0–2 | 1–1    |
| Tuzos Pachuca          | 3–4       | Atlético Leonés                | 1–1 | 2–3    |

### Fase final
|  | Cuartos de final de Zona   | Cuartos de final de Zona   | Cuartos de final de Zona | Cuartos de final de Zona |        |                      | Semifinales de Zona | Semifinales de Zona | Semifinales de Zona | Semifinales de Zona |  |                   | Finales de Zona | Finales de Zona | Finales de Zona | Finales de Zona |                   |                   | Campeón de Campeones | Campeón de Campeones | Campeón de Campeones | Campeón de Campeones |
|  |                            |                            |                          |                          |        |                      |                     |                     |                     |                     |  |                   |                 |                 |                 |                 |                   |                   |                      |                      |                      |                      |
|  | Deportiva Venados          | 1                          | 2                        | 3                        |        |                      |                     |                     |                     |                     |  |                   |                 |                 |                 |                 |                   |                   |                      |                      |                      |                      |
|  | Caballeros de Córdoba      | 1                          | 0                        | 1                        |        |                      |                     |                     |                     |                     |  |                   |                 |                 |                 |                 |                   |                   |                      |                      |                      |                      |
|  | Caballeros de Córdoba      | 1                          | 0                        | 1                        |        | Deportiva Venados    | 1                   | 3                   | 4                   |                     |  |                   |                 |                 |                 |                 |                   |                   |                      |                      |                      |                      |
|  |                            |                            |                          |                          |        | Deportiva Venados    | 1                   | 3                   | 4                   |                     |  |                   |                 |                 |                 |                 |                   |                   |                      |                      |                      |                      |
|  |                            | Delfines UGM               | 1                        | 0                        | 1      |                      |                     |                     |                     |                     |  |                   |                 |                 |                 |                 |                   |                   |                      |                      |                      |                      |
|  | C.D. Muxes                 | Delfines UGM               | 1                        | 0                        | 1      | 1                    | 0                   | 1 (3)               |                     |                     |  |                   |                 |                 |                 |                 |                   |                   |                      |                      |                      |                      |
|  | C.D. Muxes                 |                            |                          |                          |        | 1                    | 0                   | 1 (3)               |                     |                     |  |                   |                 |                 |                 |                 |                   |                   |                      |                      |                      |                      |
|  | Delfines UGM (p.)          | 1                          | 0                        | 1 (5)                    |        |                      |                     |                     |                     |                     |  |                   |                 |                 |                 |                 |                   |                   |                      |                      |                      |                      |
|  | Delfines UGM (p.)          | 1                          | 0                        | 1 (5)                    |        |                      |                     |                     |                     |                     |  | Deportiva Venados | 1               | 2               | 3               |                 |                   |                   |                      |                      |                      |                      |
|  |                            |                            |                          |                          |        |                      |                     |                     |                     |                     |  | Deportiva Venados | 1               | 2               | 3               |                 |                   |                   |                      |                      |                      |                      |
|  |                            | C.D. Chilpancingo          | 1                        | 1                        | 2      |                      |                     |                     |                     |                     |  |                   |                 |                 |                 |                 |                   |                   |                      |                      |                      |                      |
|  | C.D. Chilpancingo          | C.D. Chilpancingo          | 1                        | 1                        | 2      | 1                    | 4                   | 5                   |                     |                     |  |                   |                 |                 |                 |                 |                   |                   |                      |                      |                      |                      |
|  | C.D. Chilpancingo          |                            |                          |                          |        | 1                    | 4                   | 5                   |                     |                     |  |                   |                 |                 |                 |                 |                   |                   |                      |                      |                      |                      |
|  | Sime Soccer                | 1                          | 1                        | 2                        |        |                      |                     |                     |                     |                     |  |                   |                 |                 |                 |                 |                   |                   |                      |                      |                      |                      |
|  | Sime Soccer                | 1                          | 1                        | 2                        |        | C.D. Chilpancingo    | 1                   | 2                   | 3                   |                     |  |                   |                 |                 |                 |                 |                   |                   |                      |                      |                      |                      |
|  |                            |                            |                          |                          |        | C.D. Chilpancingo    | 1                   | 2                   | 3                   |                     |  |                   |                 |                 |                 |                 |                   |                   |                      |                      |                      |                      |
|  |                            | Guerreros DD               | 0                        | 0                        | 0      |                      |                     |                     |                     |                     |  |                   |                 |                 |                 |                 |                   |                   |                      |                      |                      |                      |
|  | C.D. Poza Rica             | Guerreros DD               | 0                        | 0                        | 0      | 1                    | 2                   | 3 (2)               |                     |                     |  |                   |                 |                 |                 |                 |                   |                   |                      |                      |                      |                      |
|  | C.D. Poza Rica             |                            |                          |                          |        | 1                    | 2                   | 3 (2)               |                     |                     |  |                   |                 |                 |                 |                 |                   |                   |                      |                      |                      |                      |
|  | Guerreros DD               | 3                          | 0                        | 3 (3)                    |        |                      |                     |                     |                     |                     |  |                   |                 |                 |                 |                 |                   |                   |                      |                      |                      |                      |
|  | Guerreros DD               | 3                          | 0                        | 3 (3)                    |        |                      |                     |                     |                     |                     |  |                   |                 |                 |                 |                 | Deportiva Venados | Deportiva Venados | Deportiva Venados    | 0                    |                      |                      |
|  |                            |                            |                          |                          |        |                      |                     |                     |                     |                     |  |                   |                 |                 |                 |                 |                   | Deportiva Venados | Deportiva Venados    | 0                    |                      |                      |
|  |                            | Mazorqueros "B"            | Mazorqueros "B"          | Mazorqueros "B"          | 1      |                      |                     |                     |                     |                     |  |                   |                 |                 |                 |                 |                   |                   |                      |                      |                      |                      |
|  | Mazorqueros "B" (p.)       | Mazorqueros "B"            | Mazorqueros "B"          | Mazorqueros "B"          | 1      | 1                    | 0                   | 1 (5)               |                     |                     |  |                   |                 |                 |                 |                 |                   |                   |                      |                      |                      |                      |
|  | Mazorqueros "B" (p.)       |                            |                          |                          |        | 1                    | 0                   | 1 (5)               |                     |                     |  |                   |                 |                 |                 |                 |                   |                   |                      |                      |                      |                      |
|  | FCD Bulls de Santiago      | 1                          | 0                        | 1 (4)                    |        |                      |                     |                     |                     |                     |  |                   |                 |                 |                 |                 |                   |                   |                      |                      |                      |                      |
|  | FCD Bulls de Santiago      | 1                          | 0                        | 1 (4)                    |        | Mazorqueros "B"      | 1                   | 2                   | 3                   |                     |  |                   |                 |                 |                 |                 |                   |                   |                      |                      |                      |                      |
|  |                            |                            |                          |                          |        | Mazorqueros "B"      | 1                   | 2                   | 3                   |                     |  |                   |                 |                 |                 |                 |                   |                   |                      |                      |                      |                      |
|  |                            | Gorilas de Juanacatlán     | 0                        | 2                        | 2      |                      |                     |                     |                     |                     |  |                   |                 |                 |                 |                 |                   |                   |                      |                      |                      |                      |
|  | Gorilas de Juanacatlán     | Gorilas de Juanacatlán     | 0                        | 2                        | 2      | 1                    | 2                   | 3                   |                     |                     |  |                   |                 |                 |                 |                 |                   |                   |                      |                      |                      |                      |
|  | Gorilas de Juanacatlán     |                            |                          |                          |        | 1                    | 2                   | 3                   |                     |                     |  |                   |                 |                 |                 |                 |                   |                   |                      |                      |                      |                      |
|  | La Tribu de Ciudad Juárez  | 1                          | 0                        | 1                        |        |                      |                     |                     |                     |                     |  |                   |                 |                 |                 |                 |                   |                   |                      |                      |                      |                      |
|  | La Tribu de Ciudad Juárez  | 1                          | 0                        | 1                        |        |                      |                     |                     |                     |                     |  | Mazorqueros "B"   | 3               | 2               | 5               |                 |                   |                   |                      |                      |                      |                      |
|  |                            |                            |                          |                          |        |                      |                     |                     |                     |                     |  | Mazorqueros "B"   | 3               | 2               | 5               |                 |                   |                   |                      |                      |                      |                      |
|  |                            | Real Ánimas de Sayula      | 2                        | 2                        | 4      |                      |                     |                     |                     |                     |  |                   |                 |                 |                 |                 |                   |                   |                      |                      |                      |                      |
|  | Titanes de Querétaro (p.)  | Real Ánimas de Sayula      | 2                        | 2                        | 4      | 1                    | 1                   | 2 (6)               |                     |                     |  |                   |                 |                 |                 |                 |                   |                   |                      |                      |                      |                      |
|  | Titanes de Querétaro (p.)  |                            |                          |                          |        | 1                    | 1                   | 2 (6)               |                     |                     |  |                   |                 |                 |                 |                 |                   |                   |                      |                      |                      |                      |
|  | Sk Sport Street Soccer     | 0                          | 2                        | 2 (5)                    |        |                      |                     |                     |                     |                     |  |                   |                 |                 |                 |                 |                   |                   |                      |                      |                      |                      |
|  | Sk Sport Street Soccer     | 0                          | 2                        | 2 (5)                    |        | Titanes de Querétaro | 0                   | 3                   | 3 (9)               |                     |  |                   |                 |                 |                 |                 |                   |                   |                      |                      |                      |                      |
|  |                            |                            |                          |                          |        | Titanes de Querétaro | 0                   | 3                   | 3 (9)               |                     |  |                   |                 |                 |                 |                 |                   |                   |                      |                      |                      |                      |
|  |                            | Real Ánimas de Sayula (p.) | 2                        | 1                        | 3 (10) |                      |                     |                     |                     |                     |  |                   |                 |                 |                 |                 |                   |                   |                      |                      |                      |                      |
|  | Atlético Leonés            | Real Ánimas de Sayula (p.) | 2                        | 1                        | 3 (10) | 1                    | 0                   | 1 (8)               |                     |                     |  |                   |                 |                 |                 |                 |                   |                   |                      |                      |                      |                      |
|  | Atlético Leonés            |                            |                          |                          |        | 1                    | 0                   | 1 (8)               |                     |                     |  |                   |                 |                 |                 |                 |                   |                   |                      |                      |                      |                      |
|  | Real Ánimas de Sayula (p.) | 1                          | 0                        | 1 (9)                    |        |                      |                     |                     |                     |                     |  |                   |                 |                 |                 |                 |                   |                   |                      |                      |                      |                      |

#### Cuartos de final de Zona
| 11 de mayo de 2022, 15:00 (UTC -5) | Delfines UGM   | 1:1 (0:1) | C.D. Muxes     | Estadio Universitario UGM, Nogales, Veracruz                            |                                                                         |
|                                    | G. Barojas 59' | Reporte   | 44' E. Cibrián | Asistencia: 350 espectadores Árbitro(s): Luis Guadalupe Rodríguez Ocaña | Asistencia: 350 espectadores Árbitro(s): Luis Guadalupe Rodríguez Ocaña |

| 14 de mayo de 2022, 16:00 (UTC -5)                                                             | C.D. Muxes | 0:0 (3:5 p.)(Global 1:1) | Delfines UGM | Unidad Deportiva Silverio Pérez, Texcoco, Estado de México                |                                                                           |
|                                                                                                |            | Reporte                  |              | Asistencia: 400 espectadores Árbitro(s): Heisel Gerardo Santana Arguelles | Asistencia: 400 espectadores Árbitro(s): Heisel Gerardo Santana Arguelles |
| Delfines UGM avanzó a Semifinales de Zona tras ganar 3-5 en serie de tiros penales. Global 1-1 |            |                          |              |                                                                           |                                                                           |

| 11 de mayo de 2022, 15:00 (UTC -5) | Sime Soccer   | 1:1 (1:0) | C.D. Chilpancingo | Unidad Deportiva San Antonio la Isla, San Antonio la Isla, Estado de México |                                                              |
|                                    | A. Juárez 30' | Reporte   | 49' J. Dávila     | Asistencia: 200 espectadores Árbitro(s): Héctor Morales Leal                | Asistencia: 200 espectadores Árbitro(s): Héctor Morales Leal |

| 14 de mayo de 2022, 12:00 (UTC -5)                    | C.D. Chilpancingo                                              | 4:1 (2:1) (Global 5:2) | Sime Soccer   | Polideportivo Chilpancingo, Chilpancingo, Guerrero                   |                                                                      |
|                                                       | J. Francisco 7' · P. Nava 31' · J. Dávila 51' · M. Sevilla 77' | Reporte                | 45' E. García | Asistencia: 3 100 espectadores Árbitro(s): Carlos Jesús Gaytán Durán | Asistencia: 3 100 espectadores Árbitro(s): Carlos Jesús Gaytán Durán |
| Chilpancingo avanzó a Semifinales de Zona. Global 5-2 |                                                                |                        |               |                                                                      |                                                                      |

| 11 de mayo de 2022, 16:00 (UTC -5) | Caballeros de Córdoba | 1:1 (0:0) | Deportiva Venados | Estadio Rafael Murillo Vidal, Córdoba, Veracruz                         |                                                                         |
|                                    | E. Oliva 90'          | Reporte   | 55' A. Maya       | Asistencia: 500 espectadores Árbitro(s): Adrián Jhonatan del Ángel Olán | Asistencia: 500 espectadores Árbitro(s): Adrián Jhonatan del Ángel Olán |

| 14 de mayo de 2022, 15:00 (UTC -5)                         | Deportiva Venados            | 2:0 (1:0) (Global 3:1) | Caballeros de Córdoba | Estadio Alonso Diego Molina, Tamanché, Yucatán                              |                                                                             |
|                                                            | P. Ramírez 38' · A. Maya 63' | Reporte                |                       | Asistencia: 200 espectadores Árbitro(s): Fernando Alexander Cruz Garatachea | Asistencia: 200 espectadores Árbitro(s): Fernando Alexander Cruz Garatachea |
| Deportiva Venados avanzó a Semifinales de Zona. Global 3-1 |                              |                        |                       |                                                                             |                                                                             |

| 11 de mayo de 2022, 13:00 (UTC -5) | Guerreros DD                                       | 3:1 (1:1) | C.D. Poza Rica | Deportivo Plutarco Elías Calles, Ciudad de México              |                                                                |
|                                    | C. Camacho 22' · J. Domínguez 72' · C. Escobar 74' | Reporte   | 4' E. Cruz     | Asistencia: 200 espectadores Árbitro(s): Kevin Peñaloza Flores | Asistencia: 200 espectadores Árbitro(s): Kevin Peñaloza Flores |

| 14 de mayo de 2022, 17:00 (UTC -5)                                                             | C.D. Poza Rica                | 2:0 (2:0) (2:3 p.)(Global 3:3) | Guerreros DD | Estadio Heriberto Jara Corona, Poza Rica, Veracruz                  |                                                                     |
|                                                                                                | E. Moreno 6' · A. Mendoza 17' | Reporte                        |              | Asistencia: 2 100 espectadores Árbitro(s): Maximiliano Arias Guzmán | Asistencia: 2 100 espectadores Árbitro(s): Maximiliano Arias Guzmán |
| Guerreros DD avanzó a Semifinales de Zona tras ganar 2-3 en serie de tiros penales. Global 3-3 |                               |                                |              |                                                                     |                                                                     |

| 11 de mayo de 2022, 12:00 (UTC -5) | Sk Sport Street Soccer | 0:1 (0:0) | Titanes de Querétaro | Estadio Primero de Mayo, Tulancingo, Hidalgo                  |                                                               |
|                                    |                        | Reporte   | 90' R. Ramírez       | Asistencia: 200 espectadores Árbitro(s): Mauricio Roque Trejo | Asistencia: 200 espectadores Árbitro(s): Mauricio Roque Trejo |

| 14 de mayo de 2022, 16:00 (UTC -5)                                                                     | Titanes de Querétaro | 1:2 (0:2) (6:5 p.)(Global 2:2) | Sk Sport Street Soccer        | Unidad Deportiva San José Iturbide, San José Iturbide, Guanajuato |                                                             |
| | M. Serrano 65'       | Reporte                        | 43' J. Landa · 45' O. Botello | Asistencia: 200 espectadores Árbitro(s): Rafael Heras Villa       | Asistencia: 200 espectadores Árbitro(s): Rafael Heras Villa |
| Titanes de Querétaro avanzó a Semifinales de Zona tras ganar 6-5 en serie de tiros penales. Global 2-2 |                      |                                |                               |                                                                   |                                                             |

| 12 de mayo de 2022, 14:00 (UTC -6) | La Tribu de Ciudad Juárez | 1:1 (0:1) | Gorilas de Juanacatlán | Complejo Deportivo La Tribu, Ciudad Juárez, Chihuahua       |                                                             |
|                                    | O. Silva 78'              | Reporte   | 8' S. Ríos             | Asistencia: 200 espectadores Árbitro(s): Rodrigo Ramos Romo | Asistencia: 200 espectadores Árbitro(s): Rodrigo Ramos Romo |

| 15 de mayo de 2022, 19:30 (UTC -5)                              | Gorilas de Juanacatlán | 2:0 (0:0) (Global 3:1) | La Tribu de Ciudad Juárez | Club Deportivo Juanacatlán, Juanacatlán, Jalisco                       |                                                                        |
|                                                                 | O. Medina 53', 90'     | Reporte                |                           | Asistencia: 800 espectadores Árbitro(s): Edwin Eduardo Morfín Verduzco | Asistencia: 800 espectadores Árbitro(s): Edwin Eduardo Morfín Verduzco |
| Gorilas de Juanacatlán avanzó a Semifinales de Zona. Global 3-1 |                        |                        |                           |                                                                        |                                                                        |

| 11 de mayo de 2022, 11:00 (UTC -5) | FCD Bulls de Santiago | 1:1 (0:0) | Mazorqueros "B" | Campo FCD El Barrial, Santiago, Nuevo León                             |                                                                        |
|                                    | C. Ruiz 62'           | Reporte   | 55' J. Arana    | Asistencia: 150 espectadores Árbitro(s): Gerardo Yahir Mendoza Sánchez | Asistencia: 150 espectadores Árbitro(s): Gerardo Yahir Mendoza Sánchez |

| 14 de mayo de 2022, 19:00 (UTC -5)                                                                | Mazorqueros "B" | 0:0 (5:4 p.)(Global 1:1) | FCD Bulls de Santiago | Estadio Municipal Santa Rosa, Ciudad Guzmán, Jalisco                  |                                                                       |
|                                                                                                   |                 | Reporte                  |                       | Asistencia: 600 espectadores Árbitro(s): María Fernanda Márquez López | Asistencia: 600 espectadores Árbitro(s): María Fernanda Márquez López |
| Mazorqueros "B" avanzó a Semifinales de Zona tras ganar 5-4 en serie de tiros penales. Global 1-1 |                 |                          |                       |                                                                       |                                                                       |

| 11 de mayo de 2022, 17:00 (UTC -5) | Real Ánimas de Sayula | 1:1 (0:1) | Atlético Leonés | Estadio Gustavo Díaz Ordaz, Sayula, Jalisco                         |                                                                     |
|                                    | S. Orozco 90'         | Reporte   | 11' C. Muñoz    | Asistencia: 500 espectadores Árbitro(s): Jairo Jovani Sosa Martínez | Asistencia: 500 espectadores Árbitro(s): Jairo Jovani Sosa Martínez |

| 14 de mayo de 2022, 16:00 (UTC -5)                                                                      | Atlético Leonés | 0:0 (8:9 p.)(Global 1:1) | Real Ánimas de Sayula | Unidad Deportiva Enrique Fernández Martínez, León, Guanajuato        |                                                                      |
| |                 | Reporte                  |                       | Asistencia: 400 espectadores Árbitro(s): Daniel Sinue García Sánchez | Asistencia: 400 espectadores Árbitro(s): Daniel Sinue García Sánchez |
| Real Ánimas de Sayula avanzó a Semifinales de Zona tras ganar 8-9 en serie de tiros penales. Global 1-1 |                 |                          |                       |                                                                      |                                                                      |

#### Semifinales de Zona
| 18 de mayo de 2022, 15:00 (UTC -5) | Delfines UGM   | 1:1 (0:1) | Deportiva Venados | Estadio Universitario UGM, Nogales, Veracruz                               |                                                                            |
|                                    | R. Barojas 60' | Reporte   | 17' P. Ramírez    | Asistencia: 250 espectadores Árbitro(s): José Maximiliano Negrete Preciado | Asistencia: 250 espectadores Árbitro(s): José Maximiliano Negrete Preciado |

| 21 de mayo de 2022, 15:00 (UTC -5)                      | Deportiva Venados                            | 3:0 (1:0) (Global 4:1) | Delfines UGM | Estadio Alonso Diego Molina, Tamanché, Yucatán                       |                                                                      |
|                                                         | D. Escobar 11' · A. Maya 65' · B. Torres 83' | Reporte                |              | Asistencia: 400 espectadores Árbitro(s): Mauricio Rodríguez Martínez | Asistencia: 400 espectadores Árbitro(s): Mauricio Rodríguez Martínez |
| Deportiva Venados avanzó a la Final de Zona. Global 4-1 |                                              |                        |              |                                                                      |                                                                      |

| 18 de mayo de 2022, 13:00 (UTC -5) | Guerreros DD | 0:1 (0:0) | C.D. Chilpancingo | Deportivo Plutarco Elías Calles, Ciudad de México                    |                                                                      |
|                                    |              | Reporte   | 70' J. Dávila     | Asistencia: 300 espectadores Árbitro(s): Daniel Sinue García Sánchez | Asistencia: 300 espectadores Árbitro(s): Daniel Sinue García Sánchez |

| 21 de mayo de 2022, 12:00 (UTC -5)                      | C.D. Chilpancingo           | 2:0 (1:0) (Global 3:0) | Guerreros DD | Polideportivo Chilpancingo, Chilpancingo, Guerrero                   |                                                                      |
|                                                         | A. Mata 29' · J. Dávila 83' | Reporte                |              | Asistencia: 5 000 espectadores Árbitro(s): Carlos Jesús Gaytán Durán | Asistencia: 5 000 espectadores Árbitro(s): Carlos Jesús Gaytán Durán |
| C.D. Chilpancingo avanzó a la Final de Zona. Global 3-0 |                             |                        |              |                                                                      |                                                                      |

| 18 de mayo de 2022, 17:00 (UTC -5) | Real Ánimas de Sayula | 2:0 (1:0) | Titanes de Querétaro | Estadio Gustavo Díaz Ordaz, Sayula, Jalisco                              |                                                                          |
|                                    | S. Segura 3', 86'     | Reporte   |                      | Asistencia: 1 000 espectadores Árbitro(s): Gerardo Yahir Mendoza Sánchez | Asistencia: 1 000 espectadores Árbitro(s): Gerardo Yahir Mendoza Sánchez |

| 21 de mayo de 2022, 16:00 (UTC -5)                                                                    | Titanes de Querétaro                             | 3:1 (3:0) (9:10 p.)(Global 3:3) | Real Ánimas de Sayula | Unidad Deportiva San José Iturbide, San José Iturbide, Guanajuato           |                                                                             |
| | J. Corona 16' · L. Castañón 21' · M. Serrano 22' | Reporte                         | 66' K. Lira           | Asistencia: 300 espectadores Árbitro(s): Fernando Alexander Cruz Garatachea | Asistencia: 300 espectadores Árbitro(s): Fernando Alexander Cruz Garatachea |
| Real Ánimas de Sayula avanzó a la Final de Zona tras ganar 9-10 en serie de tiros penales. Global 3-3 |                                                  |                                 |                       |                                                                             |                                                                             |

| 18 de mayo de 2022, 19:30 (UTC -5) | Gorilas de Juanacatlán | 0:1 (0:0) | Mazorqueros "B" | Club Deportivo Juanacatlán, Juanacatlán, Jalisco                     |                                                                      |
|                                    |                        | Reporte   | 66' L. Sandoval | Asistencia: 600 espectadores Árbitro(s): Alan Vladimir Robles Bernal | Asistencia: 600 espectadores Árbitro(s): Alan Vladimir Robles Bernal |

| 21 de mayo de 2022, 19:00 (UTC -5)                    | Mazorqueros "B"                 | 2:2 (1:1) (Global 3:2) | Gorilas de Juanacatlán     | Estadio Municipal Santa Rosa, Ciudad Guzmán, Jalisco          |                                                               |
|                                                       | P. Pacheco 1' · L. Sandoval 49' | Reporte                | 3' S. Ríos · 69' J. Osorio | Asistencia: 4 000 espectadores Árbitro(s): Rafael Heras Villa | Asistencia: 4 000 espectadores Árbitro(s): Rafael Heras Villa |
| Mazorqueros "B" avanzó a la Final de Zona. Global 3-2 |                                 |                        |                            |                                                               |                                                               |

#### Finales de Zona
| 25 de mayo de 2022, 15:00 (UTC -5) | C.D. Chilpancingo | 1:1 (0:1) | Deportiva Venados | Polideportivo Chilpancingo, Chilpancingo, Guerrero                      |                                                                         |
|                                    | M. Sevilla 76'    | Reporte   | 30' D. Escobar    | Asistencia: 5 000 espectadores Árbitro(s): Miguel Ángel Morales Sánchez | Asistencia: 5 000 espectadores Árbitro(s): Miguel Ángel Morales Sánchez |

| 28 de mayo de 2022, 15:00 (UTC -5)                                          | Deportiva Venados           | 2:1 (2:0) (Global 3:2) | C.D. Chilpancingo | Estadio Alonso Diego Molina, Tamanché, Yucatán                                |                                                                               |
|                                                                             | B. Torres 2' · D. Garma 41' | Reporte                | 72' E. Bautista   | Asistencia: 1 200 espectadores Árbitro(s): Fernando Alexander Cruz Garatachea | Asistencia: 1 200 espectadores Árbitro(s): Fernando Alexander Cruz Garatachea |
| Deportiva Venados Campeón de la Zona Sur de la Liga TDP 2021-22. Global 3-2 |                             |                        |                   |                                                                               |                                                                               |

| 26 de mayo de 2022, 17:00 (UTC -5) | Real Ánimas de Sayula         | 2:3 (1:3) | Mazorqueros "B"                                  | Estadio Gustavo Díaz Ordaz, Sayula, Jalisco                   |                                                               |
|                                    | S. Muñiz 34' · E. Estrada 69' | Reporte   | 19' J. Arana · 23' E. Gutiérrez · 30' P. Pacheco | Asistencia: 3 500 espectadores Árbitro(s): Rafael Heras Villa | Asistencia: 3 500 espectadores Árbitro(s): Rafael Heras Villa |

| 29 de mayo de 2022, 17:00 (UTC -5)                                               | Mazorqueros "B"               | 2:2 (1:1) (Global 5:4) | Real Ánimas de Sayula | Estadio Municipal Santa Rosa, Ciudad Guzmán, Jalisco                         |                                                                              |
|                                                                                  | P. Pacheco 38' · J. Ortíz 77' | Reporte                | 12', 62' J. Vázquez   | Asistencia: 4 000 espectadores Árbitro(s): José Maximiliano Negrete Preciado | Asistencia: 4 000 espectadores Árbitro(s): José Maximiliano Negrete Preciado |
| Mazorqueros F.C. "B" Campeón de la Zona Norte de la Liga TDP 2021-22. Global 5-4 |                               |                        |                       |                                                                              |                                                                              |

#### Partido por el ascenso a Serie B
| 1 de junio de 2022, 15:00 (UTC -5)                | C.D. Chilpancingo                               | 3:3 (2:1) (8:7 p.) | Real Ánimas de Sayula                            | Polideportivo Chilpancingo, Chilpancingo, Guerrero                       |                                                                          |
|                                                   | J. Dávila 8' · F. Oliveros 20' · J. Basilio 53' | Reporte            | 37' J. Vázquez · 50' S. Orozco · 87' C. Valencia | Asistencia: 5 000 espectadores Árbitro(s): Gerardo Yahir Mendoza Sánchez | Asistencia: 5 000 espectadores Árbitro(s): Gerardo Yahir Mendoza Sánchez |
| C.D. Chilpancingo ascendió a la Serie B de México |                                                 |                    |                                                  |                                                                          |                                                                          |

#### Campeón de Campeones
| 3 de junio de 2022, 11:00 (UTC -5)                               | Deportiva Venados | 0:1 (0:0) | Mazorqueros "B" | Estadio de la Ciudad de los Deportes, Ciudad de México       |                                                              |
|                                                                  |                   | Reporte   | 61' P. Pacheco  | Asistencia: 400 espectadores Árbitro(s): Ximena Márquez Ruíz | Asistencia: 400 espectadores Árbitro(s): Ximena Márquez Ruíz |
| Mazorqueros F.C. "B" Campeón de Campeones de la Liga TDP 2021-22 |                   |           |                 |                                                              |                                                              |

| 13    | POR   | Lothar López    |     |
| 4     | DEF   | Marcos Perdomo  |     |
| 6     | DEF   | Francisco Gómez |     |
| 8     | DEF   | Carlos Frayde   |     |
| 12    | MED   | Edson Sánchez   |     |
| 16    | MED   | Brian Torres    | 59' |
| 25    | MED   | Diego Garma     |     |
| 33    | MED   | David Escobar   | 81' |
| 10    | MED   | Pedro Ramírez   |     |
| 11    | DEL   | José Flores     | 86' |
| 22    | DEL   | Armando Maya    | 59' |
| D. T. | D. T. | Arturo Espinoza |     |

| 77    | POR   | Alan Santana     |     |
| 80    | DEF   | Ismael Cárdenas  |     |
| 88    | DEF   | Roberto Campos   |     |
| 51    | DEF   | Martín Montes    |     |
| 57    | MED   | Luis Sandoval    | 80' |
| 68    | MED   | Jorge Yáñez      | 80' |
| 69    | MED   | Diego Durán      | 52' |
| 82    | MED   | Ernesto Ascencio |     |
| 95    | MED   | Josué Arana      | 88' |
| 81    | DEL   | Adolfo Reynaga   |     |
| 90    | DEL   | Pedro Pacheco    |     |
| D. T. | D. T. | Israel del Real  |     |

| 7  | Centrocampista | Miguel González  | 59' |
| 9  | Delantero      | Timoteo Méndez   | 59' |
| 14 | Delantero      | Omar Valerio     | 81' |
| 17 | Defensa        | Diego de la Cruz | 86' |

| 100 | Centrocampista | José Ortíz    | 52' |
| 64  | Centrocampista | Edgar Becerra | 80' |
| 86  | Centrocampista | Marcos Romo   | 80' |
| 73  | Defensa        | Iván García   | 88' |

| 61' | Pedro Pacheco | 0:1 |

| 70' | Martín Montes |

| Principal  | Ximena Márquez Ruíz                |
| Asistentes | Daniel Alberto Picazo Soto         |
|            | Raúl Cardoso Dotor                 |
| Cuarto     | Fernando Alexander Cruz Garatachea |

| Alineación inicial |

| 13    | POR   | Lothar López    |     |
| 4     | DEF   | Marcos Perdomo  |     |
| 6     | DEF   | Francisco Gómez |     |
| 8     | DEF   | Carlos Frayde   |     |
| 12    | MED   | Edson Sánchez   |     |
| 16    | MED   | Brian Torres    | 59' |
| 25    | MED   | Diego Garma     |     |
| 33    | MED   | David Escobar   | 81' |
| 10    | MED   | Pedro Ramírez   |     |
| 11    | DEL   | José Flores     | 86' |
| 22    | DEL   | Armando Maya    | 59' |
| D. T. | D. T. | Arturo Espinoza |     |

| 77    | POR   | Alan Santana     |     |
| 80    | DEF   | Ismael Cárdenas  |     |
| 88    | DEF   | Roberto Campos   |     |
| 51    | DEF   | Martín Montes    |     |
| 57    | MED   | Luis Sandoval    | 80' |
| 68    | MED   | Jorge Yáñez      | 80' |
| 69    | MED   | Diego Durán      | 52' |
| 82    | MED   | Ernesto Ascencio |     |
| 95    | MED   | Josué Arana      | 88' |
| 81    | DEL   | Adolfo Reynaga   |     |
| 90    | DEL   | Pedro Pacheco    |     |
| D. T. | D. T. | Israel del Real  |     |

| 7  | Centrocampista | Miguel González  | 59' |
| 9  | Delantero      | Timoteo Méndez   | 59' |
| 14 | Delantero      | Omar Valerio     | 81' |
| 17 | Defensa        | Diego de la Cruz | 86' |

| 100 | Centrocampista | José Ortíz    | 52' |
| 64  | Centrocampista | Edgar Becerra | 80' |
| 86  | Centrocampista | Marcos Romo   | 80' |
| 73  | Defensa        | Iván García   | 88' |

| 61' | Pedro Pacheco | 0:1 |

| 70' | Martín Montes |

| Principal  | Ximena Márquez Ruíz                |
| Asistentes | Daniel Alberto Picazo Soto         |
|            | Raúl Cardoso Dotor                 |
| Cuarto     | Fernando Alexander Cruz Garatachea |

| Alineación inicial |

| 13    | POR   | Lothar López    |     |
| 4     | DEF   | Marcos Perdomo  |     |
| 6     | DEF   | Francisco Gómez |     |
| 8     | DEF   | Carlos Frayde   |     |
| 12    | MED   | Edson Sánchez   |     |
| 16    | MED   | Brian Torres    | 59' |
| 25    | MED   | Diego Garma     |     |
| 33    | MED   | David Escobar   | 81' |
| 10    | MED   | Pedro Ramírez   |     |
| 11    | DEL   | José Flores     | 86' |
| 22    | DEL   | Armando Maya    | 59' |
| D. T. | D. T. | Arturo Espinoza |     |

| 77    | POR   | Alan Santana     |     |
| 80    | DEF   | Ismael Cárdenas  |     |
| 88    | DEF   | Roberto Campos   |     |
| 51    | DEF   | Martín Montes    |     |
| 57    | MED   | Luis Sandoval    | 80' |
| 68    | MED   | Jorge Yáñez      | 80' |
| 69    | MED   | Diego Durán      | 52' |
| 82    | MED   | Ernesto Ascencio |     |
| 95    | MED   | Josué Arana      | 88' |
| 81    | DEL   | Adolfo Reynaga   |     |
| 90    | DEL   | Pedro Pacheco    |     |
| D. T. | D. T. | Israel del Real  |     |

| 7  | Centrocampista | Miguel González  | 59' |
| 9  | Delantero      | Timoteo Méndez   | 59' |
| 14 | Delantero      | Omar Valerio     | 81' |
| 17 | Defensa        | Diego de la Cruz | 86' |

| 100 | Centrocampista | José Ortíz    | 52' |
| 64  | Centrocampista | Edgar Becerra | 80' |
| 86  | Centrocampista | Marcos Romo   | 80' |
| 73  | Defensa        | Iván García   | 88' |

| 61' | Pedro Pacheco | 0:1 |

| 70' | Martín Montes |

| Principal  | Ximena Márquez Ruíz                |
| Asistentes | Daniel Alberto Picazo Soto         |
|            | Raúl Cardoso Dotor                 |
| Cuarto     | Fernando Alexander Cruz Garatachea |

| Alineación inicial |

| 13    | POR   | Lothar López    |     |
| 4     | DEF   | Marcos Perdomo  |     |
| 6     | DEF   | Francisco Gómez |     |
| 8     | DEF   | Carlos Frayde   |     |
| 12    | MED   | Edson Sánchez   |     |
| 16    | MED   | Brian Torres    | 59' |
| 25    | MED   | Diego Garma     |     |
| 33    | MED   | David Escobar   | 81' |
| 10    | MED   | Pedro Ramírez   |     |
| 11    | DEL   | José Flores     | 86' |
| 22    | DEL   | Armando Maya    | 59' |
| D. T. | D. T. | Arturo Espinoza |     |

| 77    | POR   | Alan Santana     |     |
| 80    | DEF   | Ismael Cárdenas  |     |
| 88    | DEF   | Roberto Campos   |     |
| 51    | DEF   | Martín Montes    |     |
| 57    | MED   | Luis Sandoval    | 80' |
| 68    | MED   | Jorge Yáñez      | 80' |
| 69    | MED   | Diego Durán      | 52' |
| 82    | MED   | Ernesto Ascencio |     |
| 95    | MED   | Josué Arana      | 88' |
| 81    | DEL   | Adolfo Reynaga   |     |
| 90    | DEL   | Pedro Pacheco    |     |
| D. T. | D. T. | Israel del Real  |     |

| 7  | Centrocampista | Miguel González  | 59' |
| 9  | Delantero      | Timoteo Méndez   | 59' |
| 14 | Delantero      | Omar Valerio     | 81' |
| 17 | Defensa        | Diego de la Cruz | 86' |

| 100 | Centrocampista | José Ortíz    | 52' |
| 64  | Centrocampista | Edgar Becerra | 80' |
| 86  | Centrocampista | Marcos Romo   | 80' |
| 73  | Defensa        | Iván García   | 88' |

| 61' | Pedro Pacheco | 0:1 |

| 70' | Martín Montes |

| Principal  | Ximena Márquez Ruíz                |
| Asistentes | Daniel Alberto Picazo Soto         |
|            | Raúl Cardoso Dotor                 |
| Cuarto     | Fernando Alexander Cruz Garatachea |

| Alineación inicial |

| Campeón Liga TDP 2021-22 |
| ------------------------ |
|                          |
| Mazorqueros "B"          |
| 1° Título                |

## Equipos filiales o sin derecho al ascenso

### Clasificación
Para determinar los equipos que clasifican a la Liguilla de equipos filiales o sin derecho al ascenso se crea una tabla exclusivamente de equipos sin derecho a ascenso donde se posicionan de acuerdo al porcentaje que obtengan después de la temporada regular, ya que los equipos juegan diferente cantidad de partidos dependiendo de su grupo.
Este porcentaje se obtiene dividiendo los puntos obtenidos entre la cantidad de partidos jugados; a mayor porcentaje más alto estará el equipo en la tabla. Si dos o más equipos obtienen el mismo porcentaje se tomaran en cuenta los convencionales mecanismos de desempate: Puntos, Diferencia de goles y Goles a Favor.

Fecha de actualización: 23 de abril de 2022
| Pos. | Equipos                     | PJ | PG | PE | PP | GF | GC | Dif. | Pts. | Pe | Por. |
| ---- | --------------------------- | -- | -- | -- | -- | -- | -- | ---- | ---- | -- | ---- |
| 1.   | Deportivo Toluca "B"        | 22 | 15 | 5  | 2  | 47 | 18 | 29   | 54   | 4  | 2.45 |
| 2.   | F.C. Juárez "B"             | 24 | 16 | 6  | 2  | 58 | 15 | 43   | 57   | 3  | 2.38 |
| 3.   | Dorados "B"                 | 20 | 14 | 2  | 4  | 43 | 15 | 28   | 45   | 1  | 2.25 |
| 4.   | Cimarrones "C"              | 20 | 12 | 6  | 2  | 39 | 12 | 27   | 45   | 3  | 2.25 |
| 5.   | Alebrijes de Oaxaca "C"     | 20 | 12 | 5  | 3  | 39 | 17 | 22   | 43   | 2  | 2.15 |
| 6.   | Cantera Venados             | 20 | 11 | 6  | 3  | 34 | 20 | 14   | 42   | 3  | 2.10 |
| 7.   | C.D. El Árbol Santa Fe      | 22 | 12 | 5  | 5  | 34 | 17 | 17   | 43   | 2  | 1.95 |
| 8.   | Leones Negros "C"           | 20 | 11 | 3  | 6  | 42 | 17 | 25   | 38   | 2  | 1.90 |
| 9.   | Mineros de Zacatecas TDP    | 18 | 10 | 2  | 6  | 43 | 29 | 14   | 34   | 2  | 1.89 |
| 10.  | Coras F.C. "B"              | 20 | 10 | 4  | 6  | 40 | 30 | 10   | 37   | 3  | 1.85 |
| 11.  | Correcaminos "C"            | 28 | 13 | 6  | 9  | 38 | 40 | -2   | 51   | 6  | 1.82 |
| 12.  | Tecos TDP                   | 20 | 10 | 3  | 7  | 35 | 24 | 11   | 34   | 1  | 1.70 |
| 13.  | Correcaminos Tequisquiapan  | 28 | 14 | 4  | 10 | 58 | 35 | 23   | 47   | 1  | 1.68 |
| 14.  | Leones F.C.                 | 24 | 9  | 6  | 9  | 31 | 28 | 3    | 37   | 4  | 1.54 |
| 15.  | Xolos de Hermosillo         | 20 | 7  | 5  | 8  | 28 | 27 | 1    | 28   | 2  | 1.40 |
| 16.  | River Plate Escuela Jalisco | 20 | 6  | 5  | 9  | 33 | 34 | -1   | 27   | 4  | 1.35 |
| 17.  | León Izcalli                | 28 | 7  | 11 | 10 | 36 | 36 | 0    | 37   | 5  | 1.32 |
| 18.  | MACA F.C.                   | 22 | 8  | 3  | 11 | 28 | 30 | -2   | 29   | 2  | 1.32 |
| 19.  | Búhos UNISON                | 20 | 6  | 6  | 8  | 23 | 30 | -7   | 26   | 2  | 1.30 |
| 20.  | Celaya F.C. TDP             | 28 | 7  | 9  | 12 | 30 | 44 | -14  | 36   | 6  | 1.29 |
| 21.  | U.D. Salamanca              | 22 | 7  | 5  | 10 | 31 | 40 | -9   | 28   | 2  | 1.27 |
| 22.  | Atlético Toltecas           | 30 | 9  | 7  | 14 | 43 | 54 | -11  | 38   | 3  | 1.27 |
| 23.  | Guerreros Tlaxcala          | 28 | 8  | 6  | 14 | 29 | 50 | -21  | 35   | 5  | 1.25 |
| 24.  | Mineros Querétaro           | 28 | 9  | 4  | 15 | 43 | 70 | -27  | 34   | 3  | 1.21 |
| 25.  | Oro La Piedad Querétaro     | 28 | 8  | 5  | 15 | 29 | 51 | -22  | 32   | 3  | 1.14 |
| 26.  | Regios F.C.                 | 28 | 6  | 8  | 14 | 26 | 50 | -24  | 31   | 5  | 1.11 |
| 27.  | Durango "B"                 | 18 | 5  | 2  | 11 | 30 | 36 | -6   | 18   | 1  | 1.00 |
| 28.  | Ciervos F.C. "B"            | 22 | 6  | 3  | 13 | 31 | 40 | -9   | 22   | 1  | 1.00 |
| 29.  | SD Eibar Escuela México     | 20 | 4  | 5  | 11 | 17 | 42 | -25  | 19   | 2  | 0.95 |
| 30.  | Deportivo Dongu "B"         | 28 | 5  | 7  | 16 | 27 | 54 | -27  | 26   | 4  | 0.93 |
| 31.  | Alteños Acatic              | 22 | 6  | 2  | 14 | 30 | 50 | -20  | 20   | 0  | 0.91 |
| 32.  | C.F. Gallos Nuevo León      | 28 | 7  | 4  | 17 | 42 | 63 | -21  | 25   | 0  | 0.89 |
| 33.  | Atlético Chavinda           | 18 | 4  | 2  | 12 | 15 | 36 | -21  | 15   | 1  | 0.83 |
| 34.  | Inter de Querétaro "B"      | 28 | 2  | 8  | 18 | 21 | 54 | -33  | 17   | 3  | 0.61 |
| 35.  | Atlético Cadereyta F.C.     | 28 | 3  | 5  | 20 | 19 | 63 | -44  | 17   | 3  | 0.61 |
| 36.  | León GEN                    | 18 | 3  | 1  | 14 | 17 | 81 | -64  | 11   | 0  | 0.61 |
| 37.  | Águilas Talpa               | 22 | 2  | 5  | 15 | 20 | 45 | -25  | 13   | 2  | 0.59 |
| 38.  | CEFO-ALR                    | 20 | 2  | 4  | 14 | 13 | 40 | -27  | 11   | 1  | 0.55 |
| 39.  | Atlético Nogales            | 20 | 3  | 1  | 16 | 10 | 37 | -27  | 11   | 1  | 0.55 |
| 40.  | Atlético Nayarit            | 20 | 1  | 3  | 14 | 11 | 42 | -31  | 9    | 1  | 0.45 |
| 41.  | Camaleones F.C.             | 24 | 1  | 3  | 20 | 10 | 57 | -47  | 9    | 3  | 0.38 |
| 42.  | Guerreros Aztecas IAFE      | 30 | 2  | 5  | 23 | 16 | 96 | -80  | 11   | 0  | 0.37 |
| 43.  | C.D. Yucatán                | 20 | 1  | 2  | 17 | 10 | 49 | -39  | 6    | 1  | 0.30 |

|  | Clasificado para la Liguilla de Filiales o sin derecho al ascenso. |
|  | Peor Clasificado.                                                  |

### Liguilla
|  | Octavos de final | Octavos de final           | Octavos de final    | Octavos de final | Octavos de final |       |                   | Cuartos de final | Cuartos de final | Cuartos de final | Cuartos de final | Cuartos de final |  |   | Semifinal      | Semifinal | Semifinal | Semifinal | Semifinal |  |   | Final          | Final | Final | Final | Final |
|  |                  |                            |                     |                  |                  |       |                   |                  |                  |                  |                  |                  |  |   |                |           |           |           |           |  |   |                |       |       |       |       |
|  | 4                | Cimarrones "C"             | 0                   | 1                | 1                |       |                   |                  |                  |                  |                  |                  |  |   |                |           |           |           |           |  |   |                |       |       |       |       |
|  | 13               | Correcaminos Tequisquiapan | 0                   | 0                | 0                |       |                   |                  |                  |                  |                  |                  |  |   |                |           |           |           |           |  |   |                |       |       |       |       |
|  | 13               | Correcaminos Tequisquiapan | 0                   | 0                | 0                |       | 4                 | Cimarrones "C"   | 2                | 6                | 8                |                  |  |   |                |           |           |           |           |  |   |                |       |       |       |       |
|  |                  |                            |                     |                  |                  |       | 4                 | Cimarrones "C"   | 2                | 6                | 8                |                  |  |   |                |           |           |           |           |  |   |                |       |       |       |       |
|  |                  | 6                          | Cantera Venados     | 0                | 0                | 0     |                   |                  |                  |                  |                  |                  |  |   |                |           |           |           |           |  |   |                |       |       |       |       |
|  | 6                | 6                          | Cantera Venados     | 0                | 0                | 0     | Cantera Venados   | 2                | 2                | 4                |                  |                  |  |   |                |           |           |           |           |  |   |                |       |       |       |       |
|  | 6                |                            |                     |                  |                  |       | Cantera Venados   | 2                | 2                | 4                |                  |                  |  |   |                |           |           |           |           |  |   |                |       |       |       |       |
|  | 11               | Correcaminos "C"           | 1                   | 1                | 2                |       |                   |                  |                  |                  |                  |                  |  |   |                |           |           |           |           |  |   |                |       |       |       |       |
|  | 11               | Correcaminos "C"           | 1                   | 1                | 2                |       |                   |                  |                  |                  |                  |                  |  | 4 | Cimarrones "C" | 0         | 1         | 1         |           |  |   |                |       |       |       |       |
|  |                  |                            |                     |                  |                  |       |                   |                  |                  |                  |                  |                  |  | 4 | Cimarrones "C" | 0         | 1         | 1         |           |  |   |                |       |       |       |       |
|  |                  | 10                         | Coras F.C. "B"      | 0                | 0                | 0     |                   |                  |                  |                  |                  |                  |  |   |                |           |           |           |           |  |   |                |       |       |       |       |
|  | 2                | 10                         | Coras F.C. "B"      | 0                | 0                | 0     | F.C. Juárez "B"   | 2                | 2                | 4                |                  |                  |  |   |                |           |           |           |           |  |   |                |       |       |       |       |
|  | 2                |                            |                     |                  |                  |       | F.C. Juárez "B"   | 2                | 2                | 4                |                  |                  |  |   |                |           |           |           |           |  |   |                |       |       |       |       |
|  | 15               | Xolos Hermosillo           | 3                   | 0                | 3                |       |                   |                  |                  |                  |                  |                  |  |   |                |           |           |           |           |  |   |                |       |       |       |       |
|  | 15               | Xolos Hermosillo           | 3                   | 0                | 3                |       | 2                 | F.C. Juárez "B"  | 2                | 3                | 5 (1)            |                  |  |   |                |           |           |           |           |  |   |                |       |       |       |       |
|  |                  |                            |                     |                  |                  |       | 2                 | F.C. Juárez "B"  | 2                | 3                | 5 (1)            |                  |  |   |                |           |           |           |           |  |   |                |       |       |       |       |
|  |                  | 10                         | Coras F.C. "B" (p.) | 1                | 4                | 5 (3) |                   |                  |                  |                  |                  |                  |  |   |                |           |           |           |           |  |   |                |       |       |       |       |
|  | 7                | 10                         | Coras F.C. "B" (p.) | 1                | 4                | 5 (3) | El Árbol Santa Fe | 0                | 3                | 3                |                  |                  |  |   |                |           |           |           |           |  |   |                |       |       |       |       |
|  | 7                |                            |                     |                  |                  |       | El Árbol Santa Fe | 0                | 3                | 3                |                  |                  |  |   |                |           |           |           |           |  |   |                |       |       |       |       |
|  | 10               | Coras F.C. "B"             | 2                   | 2                | 4                |       |                   |                  |                  |                  |                  |                  |  |   |                |           |           |           |           |  |   |                |       |       |       |       |
|  | 10               | Coras F.C. "B"             | 2                   | 2                | 4                |       |                   |                  |                  |                  |                  |                  |  |   |                |           |           |           |           |  | 4 | Cimarrones "C" | 0     | 0     | 0     |       |
|  |                  |                            |                     |                  |                  |       |                   |                  |                  |                  |                  |                  |  |   |                |           |           |           |           |  | 4 | Cimarrones "C" | 0     | 0     | 0     |       |
|  |                  | 12                         | Tecos "B"           | 1                | 3                | 4     |                   |                  |                  |                  |                  |                  |  |   |                |           |           |           |           |  |   |                |       |       |       |       |
|  | 3                | 12                         | Tecos "B"           | 1                | 3                | 4     | Dorados "B"       | 0                | 3                | 3                |                  |                  |  |   |                |           |           |           |           |  |   |                |       |       |       |       |
|  | 3                |                            |                     |                  |                  |       | Dorados "B"       | 0                | 3                | 3                |                  |                  |  |   |                |           |           |           |           |  |   |                |       |       |       |       |
|  | 14               | Leones F.C.                | 1                   | 0                | 1                |       |                   |                  |                  |                  |                  |                  |  |   |                |           |           |           |           |  |   |                |       |       |       |       |
|  | 14               | Leones F.C.                | 1                   | 0                | 1                |       | 3                 | Dorados "B"      | 1                | 3                | 4                |                  |  |   |                |           |           |           |           |  |   |                |       |       |       |       |
|  |                  |                            |                     |                  |                  |       | 3                 | Dorados "B"      | 1                | 3                | 4                |                  |  |   |                |           |           |           |           |  |   |                |       |       |       |       |
|  |                  | 8                          | Leones Negros "C"   | 0                | 0                | 0     |                   |                  |                  |                  |                  |                  |  |   |                |           |           |           |           |  |   |                |       |       |       |       |
|  | 8                | 8                          | Leones Negros "C"   | 0                | 0                | 0     | Leones Negros "C" | 2                | 1                | 3                |                  |                  |  |   |                |           |           |           |           |  |   |                |       |       |       |       |
|  | 8                |                            |                     |                  |                  |       | Leones Negros "C" | 2                | 1                | 3                |                  |                  |  |   |                |           |           |           |           |  |   |                |       |       |       |       |
|  | 9                | Mineros TDP                | 0                   | 1                | 1                |       |                   |                  |                  |                  |                  |                  |  |   |                |           |           |           |           |  |   |                |       |       |       |       |
|  | 9                | Mineros TDP                | 0                   | 1                | 1                |       |                   |                  |                  |                  |                  |                  |  | 3 | Dorados "B"    | 0         | 1         | 1         |           |  |   |                |       |       |       |       |
|  |                  |                            |                     |                  |                  |       |                   |                  |                  |                  |                  |                  |  | 3 | Dorados "B"    | 0         | 1         | 1         |           |  |   |                |       |       |       |       |
|  |                  | 12                         | Tecos "B"           | 1                | 2                | 3     |                   |                  |                  |                  |                  |                  |  |   |                |           |           |           |           |  |   |                |       |       |       |       |
|  | 1                | 12                         | Tecos "B"           | 1                | 2                | 3     | Toluca "B"        | 1                | 1                | 2                |                  |                  |  |   |                |           |           |           |           |  |   |                |       |       |       |       |
|  | 1                |                            |                     |                  |                  |       | Toluca "B"        | 1                | 1                | 2                |                  |                  |  |   |                |           |           |           |           |  |   |                |       |       |       |       |
|  | 16               | River Plate Jalisco        | 0                   | 1                | 1                |       |                   |                  |                  |                  |                  |                  |  |   |                |           |           |           |           |  |   |                |       |       |       |       |
|  | 16               | River Plate Jalisco        | 0                   | 1                | 1                |       | 1                 | Toluca "B"       | 2                | 1                | 3                |                  |  |   |                |           |           |           |           |  |   |                |       |       |       |       |
|  |                  |                            |                     |                  |                  |       | 1                 | Toluca "B"       | 2                | 1                | 3                |                  |  |   |                |           |           |           |           |  |   |                |       |       |       |       |
|  |                  | 12                         | Tecos "B"           | 2                | 3                | 5     |                   |                  |                  |                  |                  |                  |  |   |                |           |           |           |           |  |   |                |       |       |       |       |
|  | 5                | 12                         | Tecos "B"           | 2                | 3                | 5     | Alebrijes "C"     | 0                | 1                | 1 (3)            |                  |                  |  |   |                |           |           |           |           |  |   |                |       |       |       |       |
|  | 5                |                            |                     |                  |                  |       | Alebrijes "C"     | 0                | 1                | 1 (3)            |                  |                  |  |   |                |           |           |           |           |  |   |                |       |       |       |       |
|  | 12               | Tecos "B" (p.)             | 0                   | 1                | 1 (4)            |       |                   |                  |                  |                  |                  |                  |  |   |                |           |           |           |           |  |   |                |       |       |       |       |

#### Octavos de final
| 27 de abril de 2022, 10:00 (UTC -5) | River Plate Jalisco | 0:1 (0:0) | Toluca "B"      | Unidad Deportiva Revolución Mexicana, Tonalá, Jalisco       |                                                             |
|                                     |                     | Reporte   | 58' W. Dorantes | Asistencia: 100 espectadores Árbitro(s): Rafael Heras Villa | Asistencia: 100 espectadores Árbitro(s): Rafael Heras Villa |

| 30 de abril de 2022, 15:00 (UTC -5)              | Toluca "B"     | 1:1 (0:1) (Global 2:1) | River Plate Jalisco | Instalaciones de Metepec, Metepec, Estado de México        |                                                            |
|                                                  | V. Arteaga 52' | Reporte                | 27' G. Padilla      | Asistencia: 50 espectadores Árbitro(s): Aarón Vega Cabrera | Asistencia: 50 espectadores Árbitro(s): Aarón Vega Cabrera |
| Toluca "B" avanzó a cuartos de final. Global 2-1 |                |                        |                     |                                                            |                                                            |

| 27 de abril de 2022, 11:00 (UTC -5) | Mineros TDP | 0:2 (0:2) | Leones Negros "C"             | Unidad Deportiva Guadalupe, Guadalupe, Zacatecas                 |                                                                  |
|                                     |             | Reporte   | 20' S. Álvarez · 26' J. Jaime | Asistencia: 250 espectadores Árbitro(s): Rubén Omar Ortiz Flores | Asistencia: 250 espectadores Árbitro(s): Rubén Omar Ortiz Flores |

| 30 de abril de 2022, 11:00 (UTC -5)                     | Leones Negros "C" | 1:1 (1:0) (Global 3:1) | Mineros TDP   | Club Deportivo U. de G., Zapopan, Jalisco                           |                                                                     |
|                                                         | G. Monteón 30'    | Reporte                | 47' J. Flores | Asistencia: 100 espectadores Árbitro(s): Axel Jesús Ibares González | Asistencia: 100 espectadores Árbitro(s): Axel Jesús Ibares González |
| Leones Negros "C" avanzó a cuartos de final. Global 3-1 |                   |                        |               |                                                                     |                                                                     |

| 28 de abril de 2022, 10:00 (UTC -5) | Tecos "B" | 0:0     | Alebrijes "C" | Cancha Anexa Tres de Marzo, Zapopan, Jalisco                        |                                                                     |
|                                     |           | Reporte |               | Asistencia: 50 espectadores Árbitro(s): Alan Vladimir Robles Bernal | Asistencia: 50 espectadores Árbitro(s): Alan Vladimir Robles Bernal |

| 1 de mayo de 2022, 12:30 (UTC -5)                                                  | Alebrijes "C"  | 1:1 (1:1) (3:4 p.)(Global 1:1) | Tecos "B"    | Estadio Tecnológico de Oaxaca, Oaxaca, Oaxaca               |                                                             |
|                                                                                    | K. Nevarez 45' | Reporte                        | 2' A. Jacobo | Asistencia: 100 espectadores Árbitro(s): Benito Vasco Pérez | Asistencia: 100 espectadores Árbitro(s): Benito Vasco Pérez |
| Tecos "B" avanzó a cuartos de final tras ganar 3-4 en serie de penales. Global 1-1 |                |                                |              |                                                             |                                                             |

| 27 de abril de 2022, 17:30 (UTC -7) | Xolos Hermosillo                    | 3:2 (2:1) | F.C. Juárez "B"              | Cancha Sauceda Aarón Gamal, Hermosillo, Sonora            |                                                           |
|                                     | J. Anderson 29' · L. Arzac 35', 54' | Reporte   | 13' J. Tobie · 64' Z. Bernal | Asistencia: 50 espectadores Árbitro(s): Adán Rubio Castro | Asistencia: 50 espectadores Árbitro(s): Adán Rubio Castro |

| 30 de abril de 2022, 11:00 (UTC -5)                   | F.C. Juárez "B"                   | 2:0 (0:0) (Global 4:3) | Xolos Hermosillo | Club Campestre Monte Sur, Xochimilco, Ciudad de México           |                                                                  |
|                                                       | C. Hernández 72' · Y. Morales 73' | Reporte                |                  | Asistencia: 150 espectadores Árbitro(s): Jesús Morales Rodríguez | Asistencia: 150 espectadores Árbitro(s): Jesús Morales Rodríguez |
| F.C. Juárez "B" avanzó a cuartos de final. Global 4-3 |                                   |                        |                  |                                                                  |                                                                  |

| 27 de abril de 2022, 15:00 (UTC -6) | Coras F.C. "B"                 | 2:0 (1:0) | El Árbol Santa Fe | Unidad Deportiva AFEN "Los Dos Toños", Xalisco, Nayarit                    |                                                                            |
|                                     | I. Duarte 28' · O. Sánchez 51' | Reporte   |                   | Asistencia: 100 espectadores Árbitro(s): Francisco Eduardo del Real Torres | Asistencia: 100 espectadores Árbitro(s): Francisco Eduardo del Real Torres |

| 30 de abril de 2022, 16:00 (UTC -5)                  | El Árbol Santa Fe                              | 3:2 (1:1) (Global 3:4) | Coras F.C. "B"                 | Estadio Jesús Lara, Metepec, Estado de México                 |                                                               |
|                                                      | L. López 33' · E. Escobedo 49' · D. García 85' | Reporte                | 14' J. Andrade · 65' I. Duarte | Asistencia: 300 espectadores Árbitro(s): Mauricio Roque Trejo | Asistencia: 300 espectadores Árbitro(s): Mauricio Roque Trejo |
| Coras F.C. "B" avanzó a cuartos de final. Global 3-4 |                                                |                        |                                |                                                               |                                                               |

| 27 de abril de 2022, 16:00 (UTC -5) | Leones F.C.    | 1:0 (0:0) | Dorados "B" | Estadio San Marcos, Chalco, Estado de México                    |                                                                 |
|                                     | A. Carmona 61' | Reporte   |             | Asistencia: 150 espectadores Árbitro(s): Nohemí Martínez Rivera | Asistencia: 150 espectadores Árbitro(s): Nohemí Martínez Rivera |

| 30 de abril de 2022, 10:00 (UTC -6)               | Dorados "B"                                   | 3:0 (1:0) (Global 3:1) | Leones F.C. | Estadio Dorados, Culiacán, Sinaloa                              |                                                                 |
|                                                   | O. Tirado 12' · B. Félix 80' · J. Zazueta 90' | Reporte                |             | Asistencia: 150 espectadores Árbitro(s): Erick González Miranda | Asistencia: 150 espectadores Árbitro(s): Erick González Miranda |
| Dorados "B" avanzó a cuartos de final. Global 3-1 |                                               |                        |             |                                                                 |                                                                 |

| 27 de abril de 2022, 10:00 (UTC -5) | Correcaminos "C" | 1:2 (1:2) | Cantera Venados    | Estadio Prof. Eugenio Alvizo Porras, Ciudad Victoria, Tamaulipas |                                                                 |
|                                     | Y. Pozada 43'    | Reporte   | 1', 39' R. Márquez | Asistencia: 100 espectadores Árbitro(s): Juan Daniel Peña Garza  | Asistencia: 100 espectadores Árbitro(s): Juan Daniel Peña Garza |

| 30 de abril de 2022, 16:30 (UTC -5)                   | Cantera Venados                    | 2:1 (1:1) (Global 4:2) | Correcaminos "C" | Estadio Carlos Iturralde Rivero, Mérida, Yucatán                    |                                                                     |
|                                                       | L. Hernández 6' · O. Domínguez 47' | Reporte                | 18' J. Flores    | Asistencia: 200 espectadores Árbitro(s): José Nicolás López Vázquez | Asistencia: 200 espectadores Árbitro(s): José Nicolás López Vázquez |
| Cantera Venados avanzó a cuartos de final. Global 4-2 |                                    |                        |                  |                                                                     |                                                                     |

#### Cuartos de final
| 4 de mayo de 2022, 10:00 (UTC -5) | Tecos "B"                  | 2:2 (1:1) | Toluca "B"         | Cancha Anexa Tres de Marzo, Zapopan, Jalisco                              |                                                                           |
|                                   | C. López 22' · F. Lugo 90' | Reporte   | 44', 64' C. García | Asistencia: 50 espectadores Árbitro(s): Erika Montserrat González Nevares | Asistencia: 50 espectadores Árbitro(s): Erika Montserrat González Nevares |

| 7 de mayo de 2022, 15:00 (UTC -5)          | Toluca "B"   | 1:3 (1:1) (Global 3:5) | Tecos "B"                            | Instalaciones de Metepec, Metepec, Estado de México                   |                                                                       |
|                                            | D. López 35' | Reporte                | 1', 90' R. Cabral · 70' E. Hernández | Asistencia: 200 espectadores Árbitro(s): Benjamín Hernández Rodríguez | Asistencia: 200 espectadores Árbitro(s): Benjamín Hernández Rodríguez |
| Tecos "B" avanzó a Semifinales. Global 3-5 |              |                        |                                      |                                                                       |                                                                       |

| 5 de mayo de 2022, 16:30 (UTC -5) | Cantera Venados | 0:2 (0:1) | Cimarrones "C"                   | Estadio Carlos Iturralde Rivero, Mérida, Yucatán              |                                                               |
|                                   |                 | Reporte   | 30' D. Enríquez · 48' B. Navarro | Asistencia: 150 espectadores Árbitro(s): Fermín Izquierdo Paz | Asistencia: 150 espectadores Árbitro(s): Fermín Izquierdo Paz |

| 8 de mayo de 2022, 10:00 (UTC -7)               | Cimarrones "C"                                                                              | 6:0 (2:0) (Global 8:0) | Cantera Venados | Estadio Héroe de Nacozari, Hermosillo, Sonora                    |                                                                  |
|                                                 | B. Navarro 17' · J. Cortéz 37' · C. Fernández 50' · D. Hernández 65' · J. Meléndez 79', 83' | Reporte                |                 | Asistencia: 100 espectadores Árbitro(s): Carlos Omar Cruz Busani | Asistencia: 100 espectadores Árbitro(s): Carlos Omar Cruz Busani |
| Cimarrones "C" avanzó a Semifinales. Global 8-0 |                                                                                             |                        |                 |                                                                  |                                                                  |

| 4 de mayo de 2022, 15:00 (UTC -6) | Coras F.C. "B" | 1:2 (1:1) | F.C. Juárez "B"                   | Unidad Deportiva AFEN "Los Dos Toños", Xalisco, Nayarit            |                                                                    |
|                                   | I. Duarte 24'  | Reporte   | 40' Z. Bernal · 68' D. de la Mora | Asistencia: 50 espectadores Árbitro(s): Carlos Zohet Martínez Vega | Asistencia: 50 espectadores Árbitro(s): Carlos Zohet Martínez Vega |

| 7 de mayo de 2022, 11:00 (UTC -5)                                                   | F.C. Juárez "B"                                   | 3:4 (2:3) (1:3 p.)(Global 5:5) | Coras F.C. "B"                                           | Club Campestre Monte Sur, Xochimilco, Ciudad de México               |                                                                      |
|                                                                                     | C. Hernández 11' · J. Flores 31' · Y. Morales 61' | Reporte                        | 14', 22' C. Gutiérrez · 24' J. Anguiano · 90' M. Miranda | Asistencia: 100 espectadores Árbitro(s): Daniel Sinue García Sánchez | Asistencia: 100 espectadores Árbitro(s): Daniel Sinue García Sánchez |
| Coras "B" avanzó a Semifinales tras ganar 1-3 en serie de tiros penales. Global 5-5 |                                                   |                                |                                                          |                                                                      |                                                                      |

| 4 de mayo de 2022, 11:00 (UTC -5) | Leones Negros "C" | 0:1 (0:0) | Dorados "B"     | Club Deportivo U. de G., Zapopan, Jalisco                    |                                                              |
|                                   |                   | Reporte   | 76' J. Arellano | Asistencia: 100 espectadores Árbitro(s): Ximena Márquez Ruíz | Asistencia: 100 espectadores Árbitro(s): Ximena Márquez Ruíz |

| 7 de mayo de 2022, 10:00 (UTC -6)            | Dorados "B"                                    | 3:0 (1:0) (Global 4:0) | Leones Negros "C" | Estadio Dorados, Culiacán, Sinaloa                                |                                                                   |
|                                              | O. Tirado 36' · A. Rodríguez 75' · L. Ruiz 84' | Reporte                |                   | Asistencia: 350 espectadores Árbitro(s): Figo Rodolfo López Valle | Asistencia: 350 espectadores Árbitro(s): Figo Rodolfo López Valle |
| Dorados "B" avanzó a Semifinales. Global 4-0 |                                                |                        |                   |                                                                   |                                                                   |

#### Semifinales
| 11 de mayo de 2022, 10:00 (UTC -5) | Tecos "B"    | 1:0 (1:0) | Dorados "B" | Cancha Anexa Tres de Marzo, Zapopan, Jalisco                 |                                                              |
|                                    | R. Cabral 2' | Reporte   |             | Asistencia: 120 espectadores Árbitro(s): Ximena Márquez Ruíz | Asistencia: 120 espectadores Árbitro(s): Ximena Márquez Ruíz |

| 14 de mayo de 2022, 10:00 (UTC -6)      | Dorados "B"    | 1:2 (1:0) (Global 1:3) | Tecos "B"                   | Estadio Dorados, Culiacán, Sinaloa                                  |                                                                     |
|                                         | J. Zazueta 45' | Reporte                | 80' A. Jacobo · 85' F. Lugo | Asistencia: 600 espectadores Árbitro(s): Carlos Zohet Martínez Vega | Asistencia: 600 espectadores Árbitro(s): Carlos Zohet Martínez Vega |
| Tecos "B" avanzó a la Final. Global 1-3 |                |                        |                             |                                                                     |                                                                     |

| 12 de mayo de 2022, 15:30 (UTC -6) | Coras F.C. "B" | 0:0     | Cimarrones "C" | Unidad Deportiva AFEN "Los Dos Toños", Xalisco, Nayarit                   |                                                                           |
|                                    |                | Reporte |                | Asistencia: 520 espectadores Árbitro(s): Erika Monserrat González Nevarez | Asistencia: 520 espectadores Árbitro(s): Erika Monserrat González Nevarez |

| 15 de mayo de 2022, 19:30 (UTC -7)           | Cimarrones "C"   | 1:0 (0:0) (Global 1:0) | Coras F.C. "B" | Estadio Héroe de Nacozari, Hermosillo, Sonora                      |                                                                    |
|                                              | E. Solórzano 59' | Reporte                |                | Asistencia: 348 espectadores Árbitro(s): Oscar Manuel Elens Orejel | Asistencia: 348 espectadores Árbitro(s): Oscar Manuel Elens Orejel |
| Cimarrones "C" avanzó a la Final. Global 1-0 |                  |                        |                |                                                                    |                                                                    |

#### Final
| 19 de mayo de 2022, 10:00 (UTC -5) | Tecos "B"        | 1:0 (1:0) | Cimarrones "C" | Cancha Anexa Tres de Marzo, Zapopan, Jalisco                 |                                                              |
|                                    | E. Hernández 32' | Reporte   |                | Asistencia: 600 espectadores Árbitro(s): Ximena Márquez Ruíz | Asistencia: 600 espectadores Árbitro(s): Ximena Márquez Ruíz |

| 22 de mayo de 2022, 19:00 (UTC -7)                                                                           | Cimarrones "C" | 0:3 (0:0) (Global 0:4) | Tecos "B"                         | Estadio Héroe de Nacozari, Hermosillo, Sonora                 |                                                               |
| |                | Reporte                | 56', 90' J. Reyes · 77' R. Cabral | Asistencia: 2 448 espectadores Árbitro(s): Rodrigo Ramos Romo | Asistencia: 2 448 espectadores Árbitro(s): Rodrigo Ramos Romo |
| Tecos "B" campeón de equipos sin derecho al Ascenso de la Temporada 2021-22 de la Tercera División de México |                |                        |                                   |                                                               |                                                               |

| Campeón Liga TDP 2021-22 (Sin Ascenso) |
| -------------------------------------- |
|                                        |
| Tecos "B"                              |
| 4° Título                              |

## Estadísticas

### Tabla de goleo general
Fecha de actualización: 23 de abril de 2022
Datos según la página oficial Archivado el 10 de septiembre de 2018 en Wayback Machine.
|    | Jugador                | Equipo               | Goles |
| -- | ---------------------- | -------------------- | ----- |
| 1º | Ángel Alejandro Crespo | Saltillo Soccer F.C. | 32    |
| 2º | Juan José González     | Tuzos Pachuca        | 30    |
| 3º | Anhdony Salinas        | Irritilas F.C.       | 29    |
| 4º | Diego Márquez          | Aragón F.C.          | 26    |
| =  | William Terrones       | Halcones Negros F.C. | 26    |
| 6º | Jesús Eduardo Dávila   | C.D. Chilpancingo    | 25    |
| 7º | Usiel Robles           | Hidalguense          | 23    |
| =  | Víctor Hugo García     | Titanes de Querétaro | 23    |
| 9º | Edson Cibrián          | C.D. Muxes           | 22    |
| =  | Abisaí Sinaí Cruz      | Tantoyuca F.C.       | 22    |